# Бишкек
Бишке́к (кирг. Бишкек; ранее Пишпе́к, Фру́нзе) — столица и крупнейший город Кыргызстана, город республиканского значения, административный центр Чуйской области. Главный транспортный узел, промышленный и административный центр страны. Современный культурный, политический и экономический центр республики.

## Этимология
Селение на месте бывшей Кокандской крепости Пишпек было основано в 1878 году. В 1925 году на траурном митинге, посвящённом памяти умершего земляка М. В. Фрунзе, город был переименован во Фрунзеград, а в апреле 1926 года московские власти исправили название на Фрунзе. Поскольку в киргизском языке отсутствует звук «ф» и недопустимо стечение согласных в начале слова, местными жителями это название произносилось как Пурунзе. После распада СССР и получения Кыргызстаном независимости встал вопрос о переименовании столицы. Выяснилось, что этимология исконного названия Пишпек неизвестна; наиболее близко к этому названию оказалось киргизское слово бишкек — мутовка, которой взбалтывают кумыс. Неизвестно, каким образом эта хозяйственная принадлежность могла быть связана с названием крепости, но в 1991 году слово Бишкек было принято в качестве нового названия столицы.

### Теории происхождения названия
Существует две основные теории происхождения топонима «Бишкек».

#### Народное предание
Согласно легенде, название связано с XVIII веком, когда в столкновениях между казахами и киргизами ключевую роль сыграл богатырь Бишкек баатыр. В его честь новообразованная крепость получила название «Бишкек».

#### Лингвистическая версия
Исследователь Сапаралиев обнаружил в древних источниках топоним «Пишкух» (согд. Piškuḥ), что означает «гора, приносящая счастье». Со временем это название могло преобразоваться в «Бишкек» через промежуточную форму «Пишпек».

## География
Город Бишкек расположен на благодатной подгорной равнине, занимая высотную зону почти от подножья северного склона Киргизского хребта на юге (высоты южных микрорайонов около 900 м) и захватывая на севере зону с высотами примерно до 700 м. Центральная широтная зона города имеет высоты около 740—760 м.
Бишкек расположен в самом центре Чуйской долины у подножия гор Киргизского Ала-Тоо (один из горных хребтов внутреннего Тянь-Шаня), на высоте 700—900 метров над уровнем моря. Высокий Киргизский хребет (средняя высота гребневой линии — 3,7 км; максимальная — 4,895 км, пик Аламедин, обрамляющий Чуйскую долину с юга, является широтным хребтом-барьером, выполняя роль местного климатораздела. За ним лежит Внутренний Тянь-Шань, высокое внутреннее нагорье с более холодным и более континентальным климатом.
Через город протекают реки Ала-Арча и Аламедин, берущие начало в южных горах, по северной части Бишкека с востока на запад протекает Большой Чуйский канал (БЧК).

## Климат

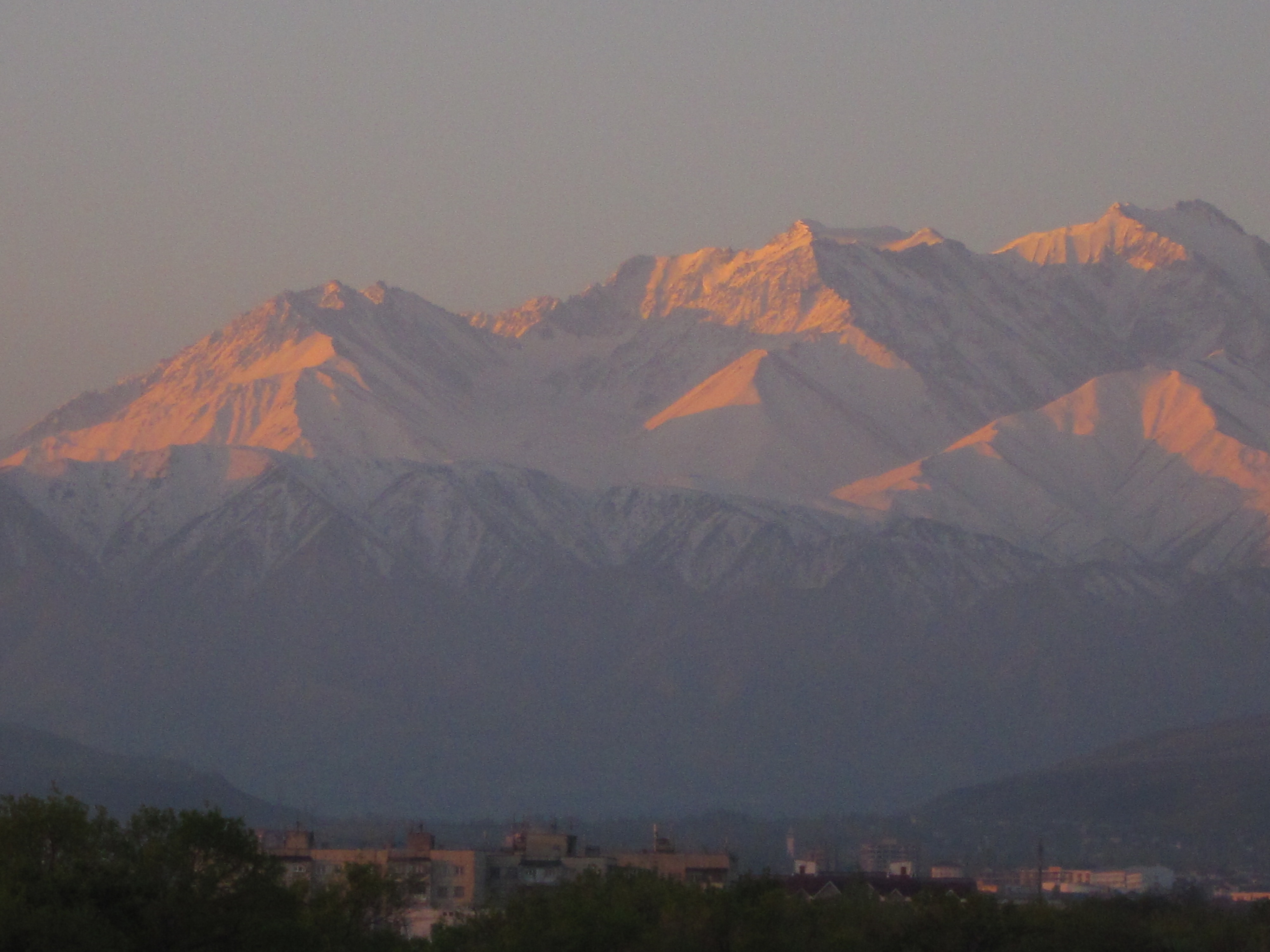
Вид на горный хребет Ала-Тоо со стороны Бишкека

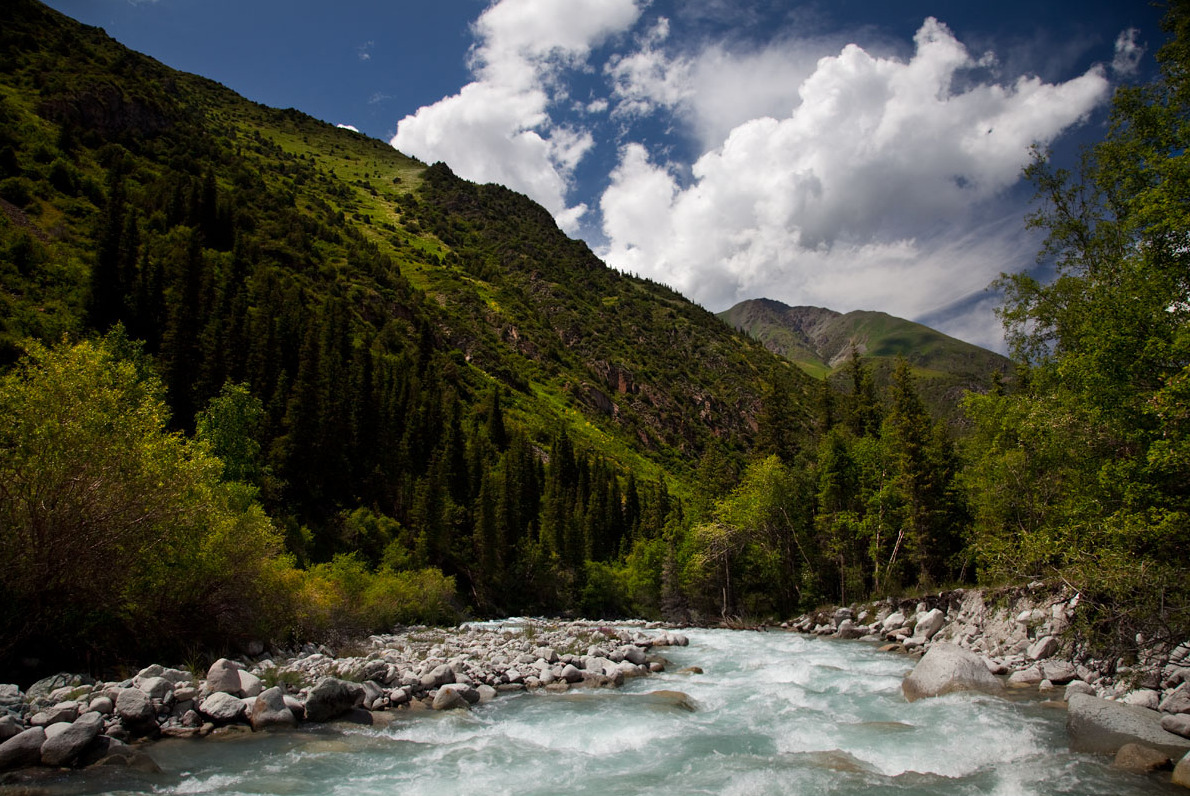
Река Ала Арча

Бишкек занимает крайнее южное положение в континентальной области климата умеренных широт.
Климат города резко континентальный. Среднегодовая температура — +12,2 °C. Осадков выпадает 451 мм в год. При средней летней температуре около 25 °C и средней зимней температуре около −2 °C нередки случаи, когда летом температура превышает 40 °C, а зимой достигает −30 °C. Одновременно имеют место колебания зимних температур, с разной продолжительностью оттепели, когда положительные температуры в зимние месяцы могут превышать отметку 20 °C . Самый холодный месяц — январь (-1,7 °С), самый тёплый — июль (+25,3 °C). Средняя месячная относительная влажность возрастает от 44 % в июне и июле до 74 % в марте, среднегодовая — 60 %.

### Климат Бишкека
Климат Бишкека, как и в Чуйской долине, и в районе северного склона Киргизского хребта, определяется широтой и высотой места, территориальной удалённостью от океанов, особенностями местных орографических условий и циркуляции атмосферы. По этим показателям исследуемый район находится в границах субтропического внутриконтинентального климата, широкой полосой представленного на юге всех среднеазиатских республик СНГ к югу от 43°-ой параллели.
Бишкек находится на северной границе субтропического пояса Земли, южнее её серединной широты 45°. Сухое, с высокими температурами лето Чуйской долины близко по климатическим условиям к климату сухих субтропиков, тогда как зимние условия соответствуют климату южной зоны умеренных широт.
Суммарная годовая продолжительность солнечного сияния — 2584 часа. Месячная продолжительность солнечного сияния наибольшая в июле — 337 часов, наименьшая — в декабре — 126 часов.
Радиационные факторы формирования климата в г. Бишкек и Чуйской долине имеют резко преобладающее влияние в летний период года, когда благодаря сильному дневному прогреву воздуха в целом над Средней Азией формируется малоградиентное поле пониженного давления с малооблачной жаркой погодой. В результате летом климат в низовьях Чуйской долины и в г. Бишкеке соответствует климату сухих субтропиков. Зимой, вследствие сокращения прихода солнечной радиации из-за короткой длительности дней, а также развивающейся интенсивной циклонической деятельности с вторжениями холода с запада, северо-запада и севера, циркуляционные факторы формирования климата становятся преобладающими. В результате климатические условия зимы для низовья Чуйской долины и г. Бишкека соответствуют более холодным климатам южной зоны умеренных широт.
| Показатель                    | Янв.  | Фев. | Март  | Апр.  | Май  | Июнь | Июль | Авг. | Сен. | Окт.  | Нояб. | Дек.  | Год  |
| ----------------------------- | ----- | ---- | ----- | ----- | ---- | ---- | ---- | ---- | ---- | ----- | ----- | ----- | ---- |
| Абсолютный максимум, °C       | 20,0  | 25,4 | 30,5  | 34,7  | 37,7 | 40,9 | 42,1 | 39,7 | 37,1 | 34,2  | 29,8  | 23,3  | 42,1 |
| Средний суточный максимум, °C | 3,3   | 5,3  | 12,9  | 18,8  | 24,7 | 30,0 | 32,7 | 31,5 | 25,8 | 17,6  | 9,9   | 4,0   | 18,1 |
| Средняя температура, °C       | −1,5  | 0,4  | 7,2   | 11    | 18,5 | 23,3 | 25,3 | 24,3 | 18,9 | 11,8  | 5,3   | −0,4  | 12,2 |
| Средний суточный минимум, °C  | −6,5  | −4,4 | 1,8   | 7,4   | 12,0 | 16,4 | 18,3 | 17,0 | 11,8 | 5,7   | −0,4  | −5,6  | 6,2  |
| Абсолютный минимум, °C        | −31,9 | −34  | −21,8 | −12,3 | −4   | 3,9  | 7,4  | 5,1  | −2,8 | −11,2 | −32,2 | −29,1 | −34  |
| Норма осадков, мм             | 27    | 34   | 52    | 71    | 63   | 33   | 21   | 14   | 18   | 42    | 44    | 33    | 451  |
| Источник: Погода и климат     |       |      |       |       |      |      |      |      |      |       |       |       |      |

## Административное деление

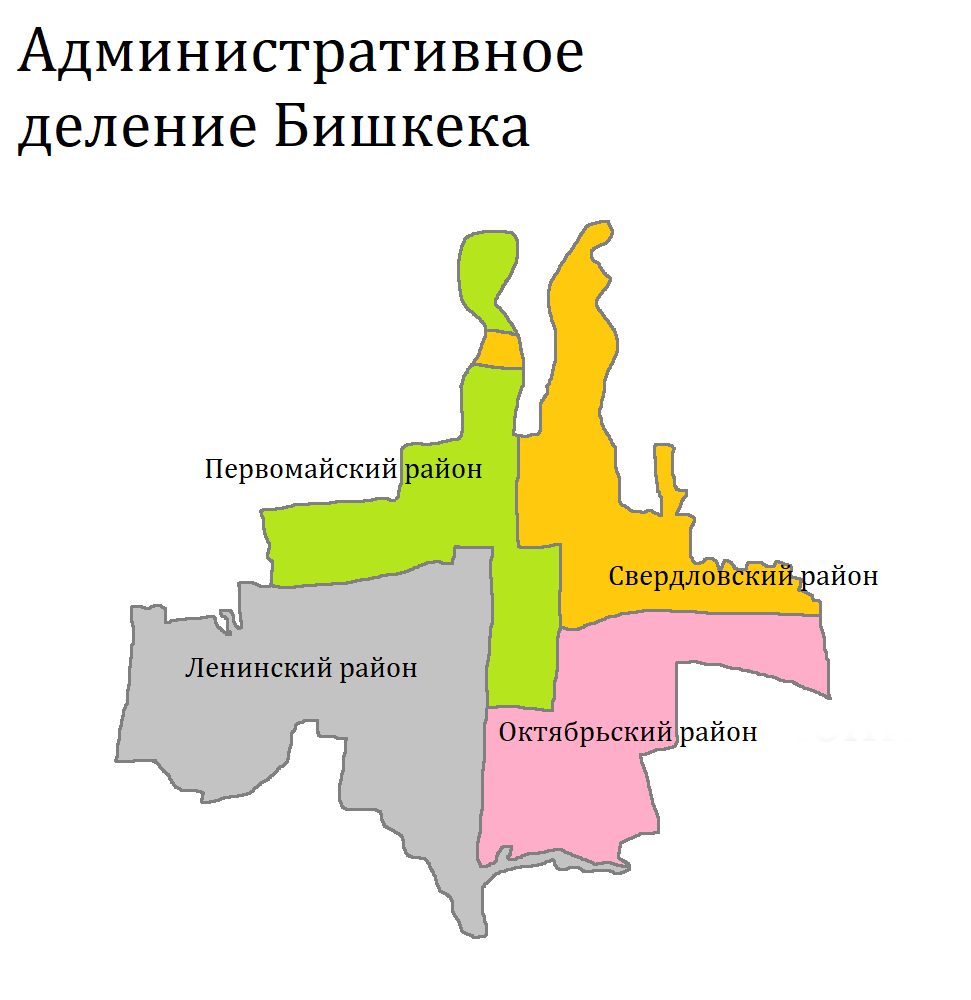
Административное деление Бишкека, до расширения площади города

Административно разделён на 4 района. Численность населения — по данным переписи населения 2009 года:
- Октябрьский район — 242 382 (2009);
- Первомайский район — 175 894 (2009);
- Свердловский район — 231 801 (2009);
- Ленинский район[прим. 1] — 201 626 (2009):
  - посёлок городского типа Чон-Арык — 9724 (2009)

Площадь собственно города Бишкека составляет 386 км², вместе с подчинёнными городу населёнными пунктами — 390 км².

### Исторические гражданские районы города Бишкек в 1990-х годах
- Шанхай (ул. Льва Толстого/Панфилова/Скрябина)
- Байкал (выше БЧК до пр. Жибек-Жолу)
  - Забайкалье (ниже БЧК до Нижней-Ала-Арчи)
  - Прибайкалье (выше Забайкалья до пр. Жибек-Жолу)
- Сорокалетка (от улицы Исанова до пр. Мира (ныне — пр. Манаса))
- Дзержинка (бульвар Эркиндик)
- Юшка (ресторан «Yusa» до бульвара Эркиндик)
- Запад (за пр. Мира (ныне пр. Манаса в сторону Ошского рынка)
  - Бангкок (на самом западе района)
- Кызыл-Аскер (существует и поныне)
- Пишпек (ул. Термичикова)
- Промзона (севернее Пишпека)
- ФРГ (Фрунзенский Рабочий Городок)
- Попеновка (по ул. Баха)
- Швеция (выше ул. Гагарина)
- Порта (ныне Ак-Кеме), позднее начал делиться на Нижние и Верхние Порты.
- Нейтралка (район между Портой и Ботаникой, от кинотеатра Манас, до Шампанвинкомбината)
- Ботаника (Ботанический сад) так-же делился на Верхнюю и Нижнюю Ботаники
- Южные Ворота (ныне Асанбай)
- США (Соединённые Шестой микрорайон и Асанбай)
- ОДА (Одиннадцатый, Двенадцатый, Асанбай)
- Европа (ныне 12-й микрорайон)
- Китайка (район Орто-Сайского рынка)
- Канада (ныне 5-й микрорайон)
- Бостон (ул. Льва Толстого/Ибраимова)
- Карпинка (ныне ул. Суюмбаева)
- Токольдош (между ул. Льва Толстого и ул. Медерова с вост. стороны)
- Аламедин (ныне около района Аламедин-1)
- Кузнечка (ул. Жибек-Жолу/Ибраимова)
- Махаля (север пр. Жибек-Жолу по Дзержинке)
- Жилой (по ул. Юнусалиева от Горького до Медерова с запада)
- Техас (ныне Тунгуч)
- Восток — конгломерат районов.
  - Квадрат либо Восток-5
  - Восток-6 (ныне около Восток-5)
- ТТ (квартал улиц Токтогула/Турусбекова)
- Бугор (ул. Панфилова/Токтогула)
  - Турусбечка (по ул. Турусбекова)
- ББ (квартал улиц Белинского (ныне — пр. Манаса) / Боконбаева)
- Бракушка (медцентр «Брак и Семья»)
- Моссовет (квартал улиц Московская и Советская)
  - НАТО, Совмин, Вечерка, Норвегия.
- Рейх (ул. Орозбекова)
- Первый (вверх от Ахунбаева, до Южных-Ворот)
- Тыщага (около ТЦ «Тысяча мелочей»)
- Шлагбаум (пр. Дэн Сяопина)
- Каменка / Политех (КГТУ)
- 110-й квартал (на северо-западе г. Бишкек)
- Детройт (около Мэрии г. Бишкек)
- Космос (ул. Малдыбаева, ниже ул. Ахунбаева)

Как формальные районы: Фрунзе-1, Баха (ул. Баха), Рашид, Дубовый парк, Мустафа-Матик, Кефир, Таха, Лондон (район Телевышки), Треугольник, Париж, Зелёный клин, 7up, Лебедь, Пашинский двор, Юг-2, Юбилейный (ул. Кулатова), Лысый двор, Молодуха, Питер, Циковский двор (около 27-й школы), Зимний, Киркомстрой, Жилгородок, Аэропорт, Новый, Люкс, ТЭЦ, Салтанат, Туран, Таиланд (Синагога), Пентагон, Свечка, Океан, Пекин, Чёрный двор, Белый двор, Торгашка (Дом Торговли), Бистайл, Туран, 21-й квартал, Нахаловка.
Главами районов являются главы муниципальных администраций районов, которых назначает мэр.

## Население

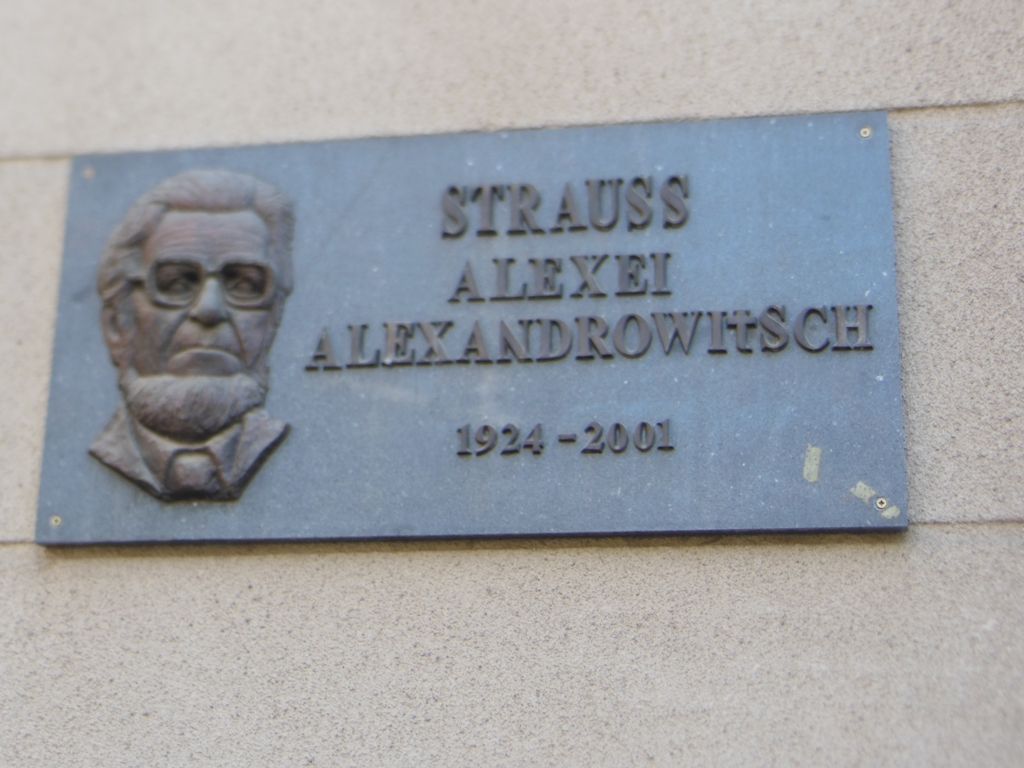
Памятная табличка на Deutsches Haus в Бишкеке. Согласно переписи населения 1989 года во Фрунзе жило 13 619 немцев.

Первые русские поселенцы обосновались на месте разрушенной крепости Кокандского ханства в 1868 году.
Население — 1098,6 тыс. (постоянное), 1128,2 тыс. (наличное) на 1 января 2022 года. В границах территории, подчинённой городской администрации, которая включает, помимо города, посёлок городского типа Чон-Арык (10,4 тыс. жителей) и село Орто-Сай (по данным сельской управы 2832 жителя, по данным Национального статистического комитета Киргизской Республики 4,6 тыс. жителей).
| 1897     | 1939       | 1959       | 1970       | 1979     | 1989     | 1999     | 2009     | 2015     |
| -------- | ---------- | ---------- | ---------- | -------- | -------- | -------- | -------- | -------- |
| 6615     | ↗92 783    | ↗223 831   | ↗430 618   | ↗532 931 | ↗610 630 | ↗750 327 | ↗821 915 | ↗937 400 |
| 2017     | 2022       | 2023       | 2025       |          |          |          |          |          |
| ↗965 900 | ↗1 120 827 | ↗1 145 044 | ↗1 191 000 |          |          |          |          |          |

### Национальный состав
|               | Численность в 1989 году | %        | Численность в 1999 году | %        | Численность в 2009 году | %        | Численность в 2019 году | %        |
| ------------- | ----------------------- | -------- | ----------------------- | -------- | ----------------------- | -------- | ----------------------- | -------- |
| всего         | 619903                  | 100,00 % | 762308                  | 100,00 % | 835743                  | 100,00 % | 1 027 245               | 100,00 % |
| Киргизы       | 141841                  | 22,88 %  | 398000                  | 52,21 %  | 552957                  | 66,16 %  | 763 826                 | 74,36 %  |
| Русские       | 345387                  | 55,72 %  | 252831                  | 33,17 %  | 192080                  | 22,98 %  | 165 029                 | 16,07 %  |
| Уйгуры        | 10977                   | 1,77 %   | 13143                   | 1,72 %   | 13380                   | 1,60 %   | 15 983                  | 1,56 %   |
| Узбеки        | 10390                   | 1,68 %   | 12393                   | 1,63 %   | 11801                   | 1,41 %   | 13 990                  | 1,36 %   |
| Корейцы       | 10043                   | 1,62 %   | 12710                   | 1,67 %   | 12014                   | 1,44 %   | 12 423                  | 1,21 %   |
| Татары        | 16984                   | 2,74 %   | 15817                   | 2,07 %   | 12712                   | 1,52 %   | 11 775                  | 1,15 %   |
| Казахи        | 8943                    | 1,44 %   | 12064                   | 1,58 %   | 9013                    | 1,08 %   | 10 301                  | 1,00 %   |
| Дунгане       | 2618                    | 0,42 %   | 3558                    | 0,47 %   | 4040                    | 0,48 %   | 5305                    | 0,52 %   |
| Украинцы      | 34321                   | 5,54 %   | 16125                   | 2,12 %   | 7987                    | 0,96 %   | 4630                    | 0,45 %   |
| Турки         | 908                     | 0,15 %   | 2277                    | 0,30 %   | 3149                    | 0,38 %   | 3746                    | 0,36 %   |
| Азербайджанцы | 2166                    | 0,35 %   | 2454                    | 0,32 %   | 2142                    | 0,26 %   | 2722                    | 0,26 %   |
| Немцы         | 13619                   | 2,20 %   | 5228                    | 0,69 %   | 2554                    | 0,31 %   | 2416                    | 0,24 %   |
| Таджики       | 709                     | 0,11 %   | 1828                    | 0,24 %   | 817                     | 0,10 %   | 1055                    | 0,10 %   |
| Туркмены      | 369                     | 0,06 %   | 132                     | 0,02 %   | 703                     | 0,08 %   | 784                     | 0,08 %   |
| Армяне        | 1218                    | 0,20 %   | 726                     | 0,10 %   | 512                     | 0,06 %   | 486                     | 0,05 %   |
| Белорусы      | 4119                    | 0,66 %   | 1341                    | 0,18 %   | 638                     | 0,08 %   | 393                     | 0,04 %   |
| Евреи         | 4822                    | 0,78 %   | 1293                    | 0,17 %   | 498                     | 0,06 %   | 379                     | 0,04 %   |
| другие        | 10469                   | 1,69 %   | 10388                   | 1,36 %   | 8746                    | 1,05 %   | 12 002                  | 1,17 %   |

## История

### Античные и средневековые поселения на территории современного города
Стоянки первобытных людей в районе современного Бишкека датируются V—IV тысячелетиями до н. э. Своим географическим положением город обязан Великому шёлковому пути. Восточная ветвь пути проходила через Чуйскую долину и здесь встречалась с другой дорогой, ведущей через Центральный Тянь-Шань. На территории современного Бишкека в VII—XII веках располагалось городище Джуль.

### Пишпек
В 1825 году на территории современного города по приказу Мадали-хана была основана Кокандская крепость Пишпек, размещавшая крупнейший в Чуйской долине гарнизон. Крепость стояла в центре путей кочевников (с зимних пастбищ на летние) и у дороги на Иссык-Куль и Семиречье.
Первое документальное упоминание о населённом пункте Пишпек встречается в книге «Описание военных действий в Заилийском крае в 1860 году и журнал осады Кокандской крепости Пишпек»:
Постоянно враждебные намъ замыслы Хокандцевъ, обнаруживавшіеся въ подстреканіи зачуйскихъ Киргизовъ къ хищническимъ вторженіямъ въ наши предѣлы, заставили корпуснаго командира Отдѣльнаго Сибирскаго Корпуса и генералъ-губернатора Западной Сибири, генерала отъ инфантеріи Гасфорда, представить на Высочайшее благоусмотрѣніе предположеніе объ экспедиціи за р. Чу для разоренія хокандскихъ крѣпостей Токмака и Пишпека. Крѣпости эти, бывшія грозою для Киргизовъ, кочующихъ внѣ нашихъ предѣловъ, служили главными пунктами, откуда распространялось на край вліяніе Хокандцевъ: въ нихъ содержался гарнизонъ изъ Хокандскихъ солдатъ, употребляемыхъ для сбора съ Киргизовъ зякета, для возбужденія ихъ противъ Русскихъ, и для подкрѣпленія хищническихъ партій небольшими отрядами.
Дважды (4 сентября 1860 года и 24 октября 1862 года) крепость была взята русскими войсками. В ноябре 1862 года остатки крепости были разрушены киргизами племени солто, а на её месте двумя годами позже был установлен казачий пикет, затем здесь стал собираться базар.

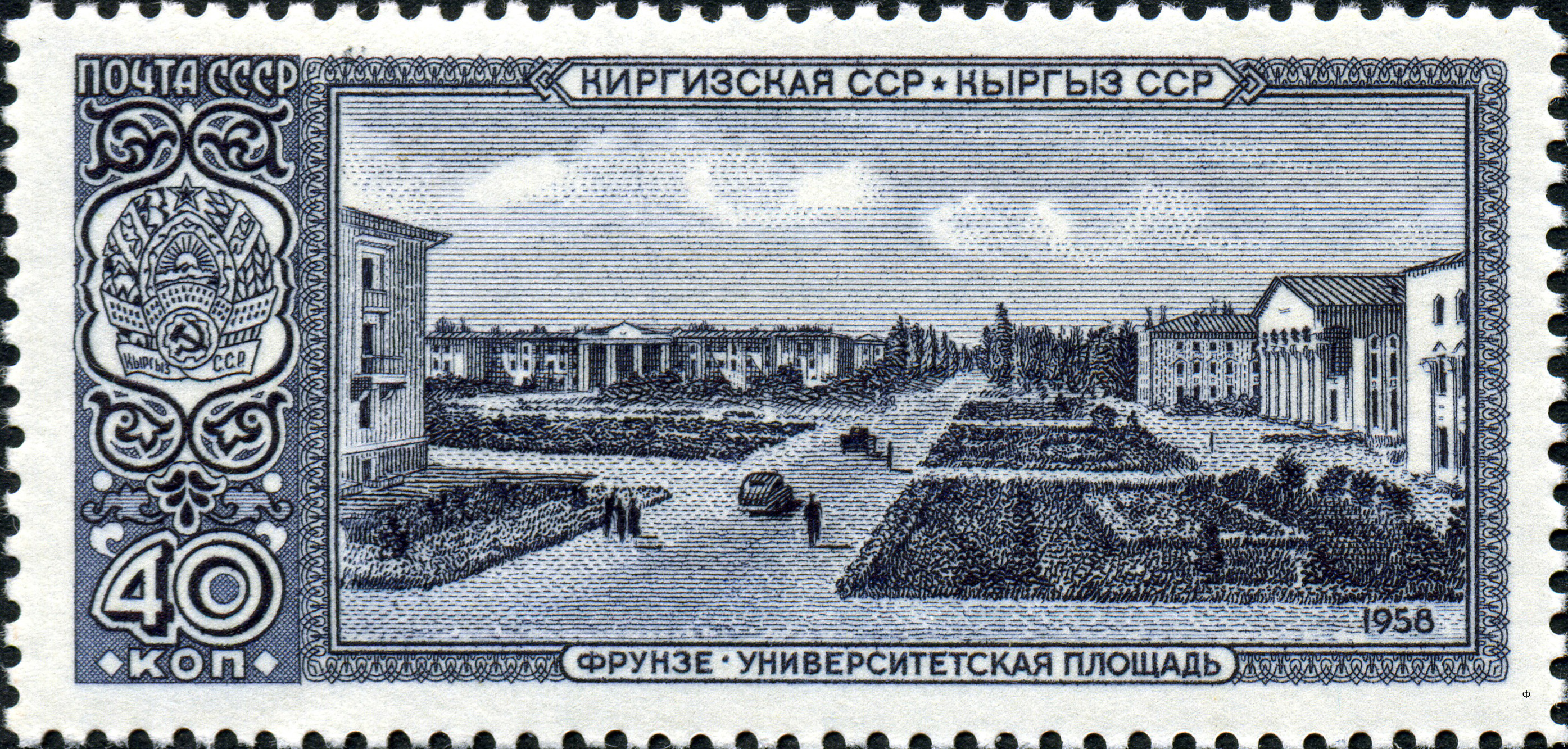
Почтовая марка СССР, 1958 год. Фрунзе. Университетская площадь

В 1868 году первые крестьянские семьи из Пензенской, Самарской, Воронежской и Тамбовской губерний основали вдоль трактовой дороги русское поселение Пишпек. К этим первопоселенцам присоединились торговцы-узбеки из Ташкента, Намангана и других местностей современного Узбекистана. К 1876 году в Пишпеке проживало 58 семейств: 182 человека обоего пола, в том числе женщин — 94 (русских семей было 9, узбекских — 48, татарская семья — 1).
29 апреля 1878 года, в связи с переводом в Пишпек центра Пишпекского уезда, поселение получило статус города (см. Семиреченская область), именно эта дата официально отмечается как дата основания города.
24 апреля 1924 в город прибыл чехословацкий кооператив «Интергельпо», фактически сделавший из Пишпека современный европейский город по меркам того времени.
С октября 1924 года он стал административным центром Кара-Киргизской автономной области. С мая 1925 — административный центр Киргизской автономной области.

### Фрунзе
12 мая 1926 года Пишпек был переименован во Фрунзе в честь уроженца города, советского военачальника Михаила Фрунзе. С 1936 года Фрунзе — столица Киргизской Советской Социалистической Республики.
В 1938 году в городе Фрунзе было создано три административных района: Пролетарский (ныне Ленинский), Первомайский и Свердловский. В 1962 году Пролетарский район города Фрунзе преобразован в Ленинский. В 1974 году образован Октябрьский район.

### Бишкек
5 февраля 1991 года по решению Верховного Совета Киргизской ССР город переименован в Бишкек.

## Награды
- Орден «Манас» I степени (12 июня 2003) — за особый вклад в социально-экономическое и культурное развитие Киргизской Республики, укрепление дружбы и межнационального согласия, ведущую роль в осуществлении демократических преобразований и в связи с 125-летним юбилеем[35].

## Экономика
Бишкек — экономический центр страны.
В 2011 году городом произведено промышленной продукции на сумму 28108,4 млн сомов, рост составил 17,2 %. Из всего объёма услуг, оказанных по республике, на долю Бишкека приходится 58,7 %. Среднемесячная заработная плата за январь-ноябрь 2011 года составила 12 035 сом, что в 1,4 раза выше республиканского уровня. Бишкек является донором для остальных регионов республики. В окрестностях столицы расположена свободная экономическая зона «Бишкек».

### Промышленность
В городе представлены все отрасли промышленного производства. Среди них основными являются: машиностроение и металлообработка, лёгкая и пищевая промышленность, энергетика. К крупным промышленным предприятиям Бишкека относятся: Бишкекская ТЭЦ, корпорация «Дастан», предприятие «Кока-Кола Бишкек Ботлерс», «Бишкек-Дан-Азык»; акционерные общества: «Бишкексют», Бишкекский машиностроительный завод, «Кыргызавтомаш», железобетонный завод «Бишкек», предприятия-объединения «Булгары», «Жылдыз», «Байпак», и другие.
Промышленные предприятия находятся на западе и востоке Бишкека. Среди них: мукомольный комбинат «Акун», АО «Кыргызмебель», производитель национальных напитков «Шоро», ОАО «Северэлектро», ТЭЦ.

### Торговля

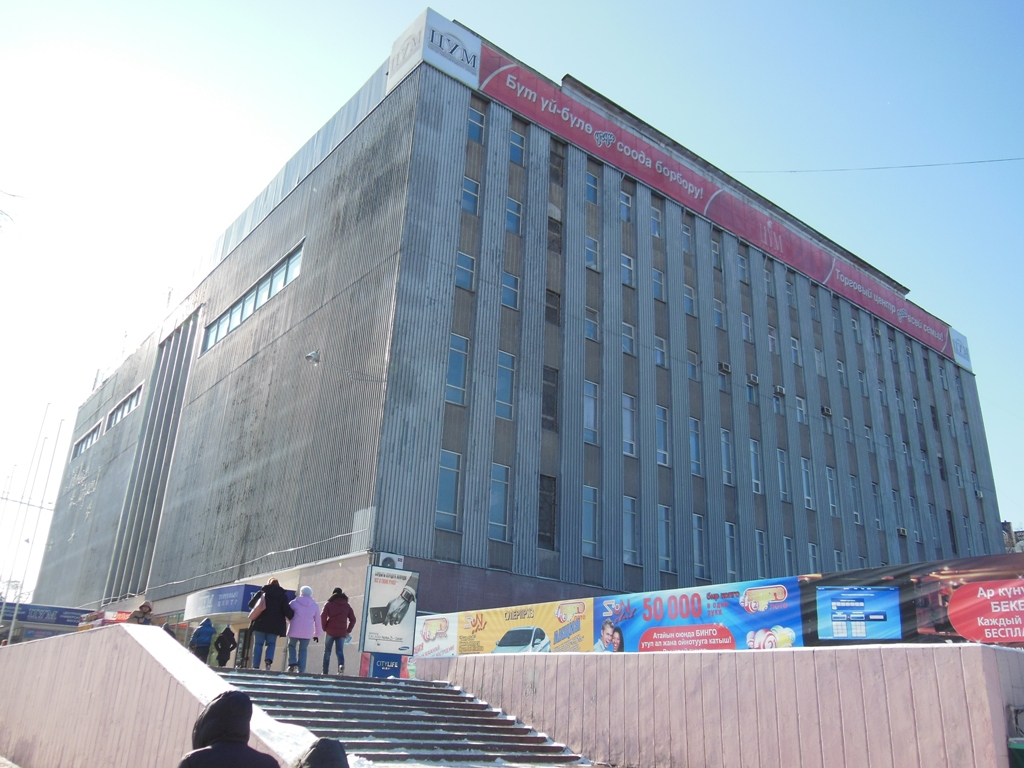
ЦУМ-Айчурек

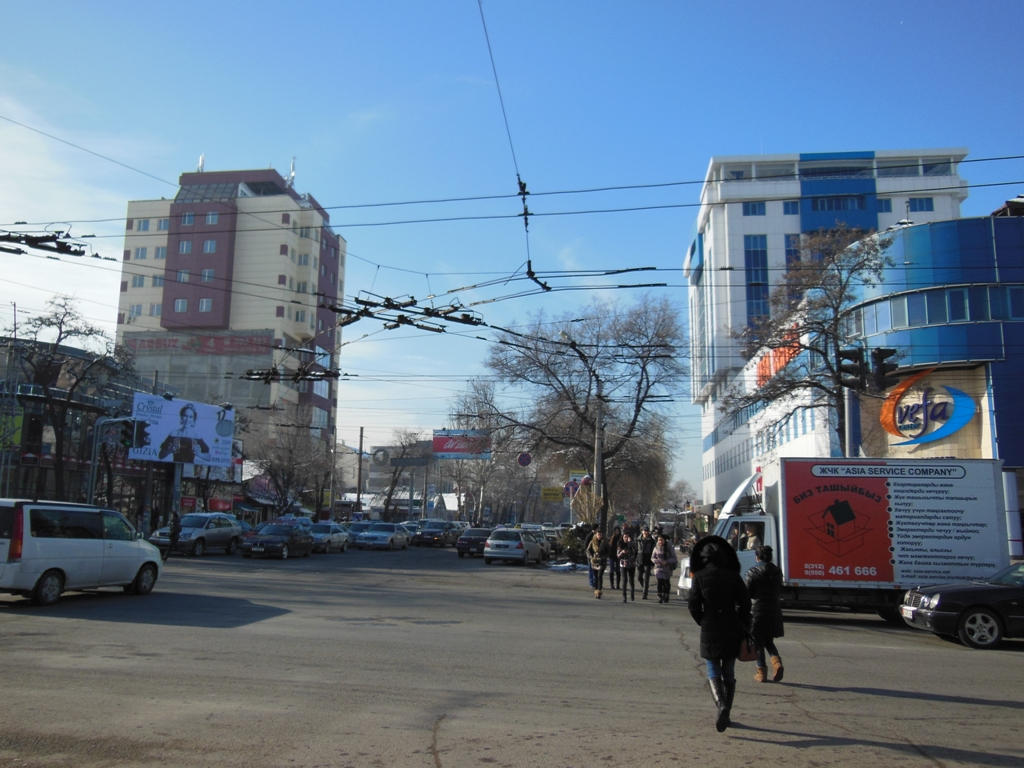
«Vefa» центр (справа)

Город Бишкек является региональным центром торговли, являясь узлом между Китаем, Казахстаном и Россией. В Бишкеке функционирует крупнейший в Центральной Азии оптово-розничный рынок «Дордой», крупнейший авторынок «Азамат», также ряд других рынков: «Ош» (рынок), «Аламедин» (рынок), «Орто-Сай» (рынок), «Ала-Арча — 2» (рынок), «Нарбото», «Кудайберген» и др. Имеются крупные торговые центры: «Vefa», «Bishkek Park», «Dordoi Plaza», «Таш-Рабат», «ЦУМ-Айчурек», «ТАЦ Весна»(бывший «ТРЦ Рахат Палас»), «Караван», «Asia Mall», «Детский Мир», «Табылга», «МОТО», «БЕТА СТОРЕС», «БЕТА СТОРЕС 2», ТРЦ «Tommi».
В городе имеются представительства таких крупных международных фирм, как Mercedes-Benz, Audi-VW, Sumitomo, Federal Express, DHL, UPS, LG-Electronics, Daewoo, Philips, Siemens, Panasonic, Reemtsma, Coca-Cola, Samsung, Toyota, Kia и др.

### Финансы
В Бишкеке расположены главные офисы банков: «Элдик Банк», «Айыл Банк» (оба государственные), «Кыргызский Инвестиционно-Кредитный Банк», «Демир Кыргыз Интернэшнл Банк», «MBANK», «Керемет Банк», «OptimaBank», «O!Bank», «BakaiBank», «Дос-КредоБанк», т"ФинансКредитБанк", «КыргызКоммерцБанк» и др.
С недавнего времени в Бишкеке представлен первый необанк на рынке Центральной Азии: «Simbank», под руководством «Fintech Farm».

### Гостиницы

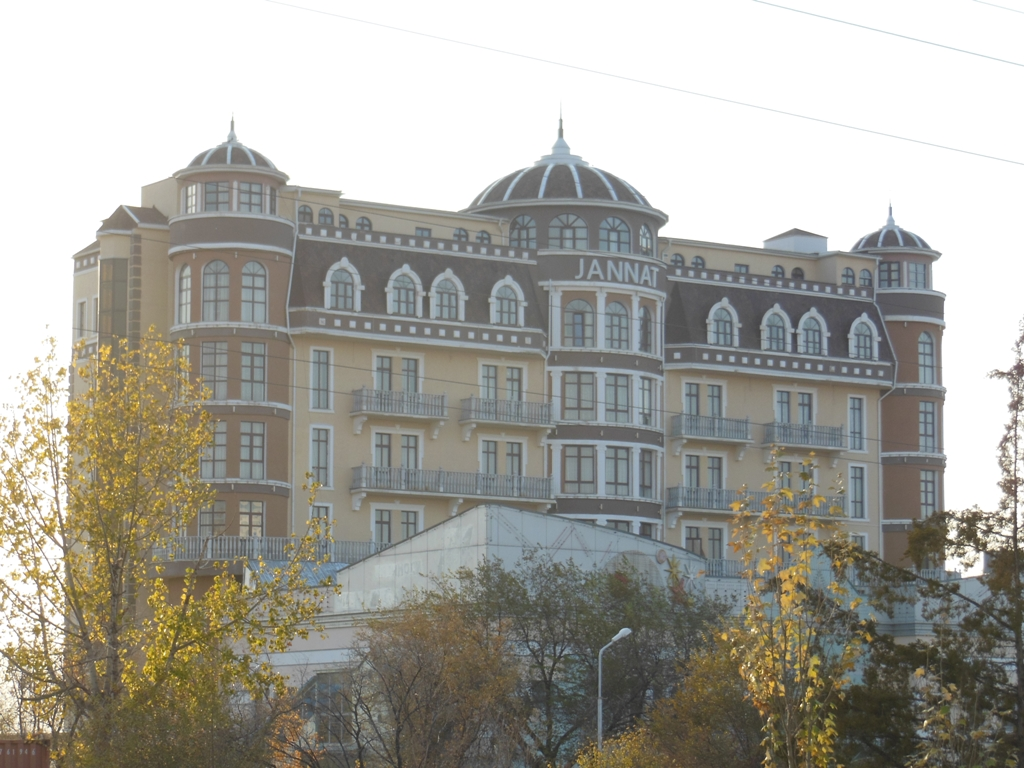
Гостиница «Жаннат»

В Бишкеке расположены крупные гостиницы: «Жаннат», «Хаятт», «Ак-Кеме», «Достук», «Дамас», «Саякат», «Ысык-Кёл», «Семетей», «Бишкек», «Ала-Тоо», «Эльдорадо» «NOVOTEL Bishkek City Center» и др.

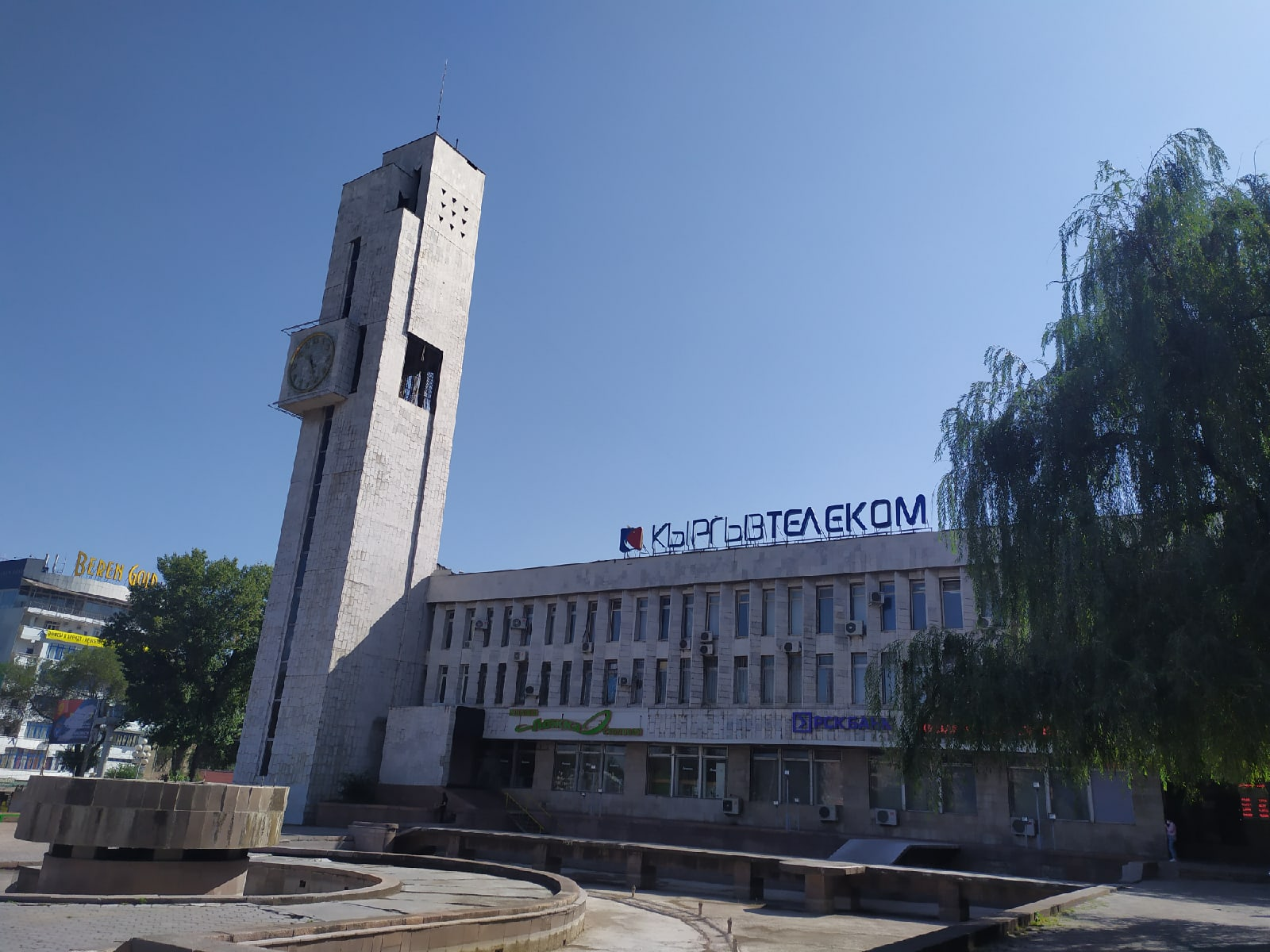
Здание интернет-провайдера: Кыргызтелеком(JET)

### Интернет и сотовая связь
В городе сосредоточена значительная масса пользователей сети интернет и мобильной связи. Предоставление интернета осуществляется по оптическим линиям. Работают более 10 интернет-провайдеров, крупнейшие: АзияИнфо, Jet, ЭлКат, Megaline, FastNet, Акнет, Saima Telecom, Homeline, Transfer. Зона покрытия интернета составляет почти 90 % города.
Мобильная связь в городе представлена четырьмя операторами связи под брендами «Билайн», «MegaCom», «О!», «izi».

## Транспорт

### Железнодорожный

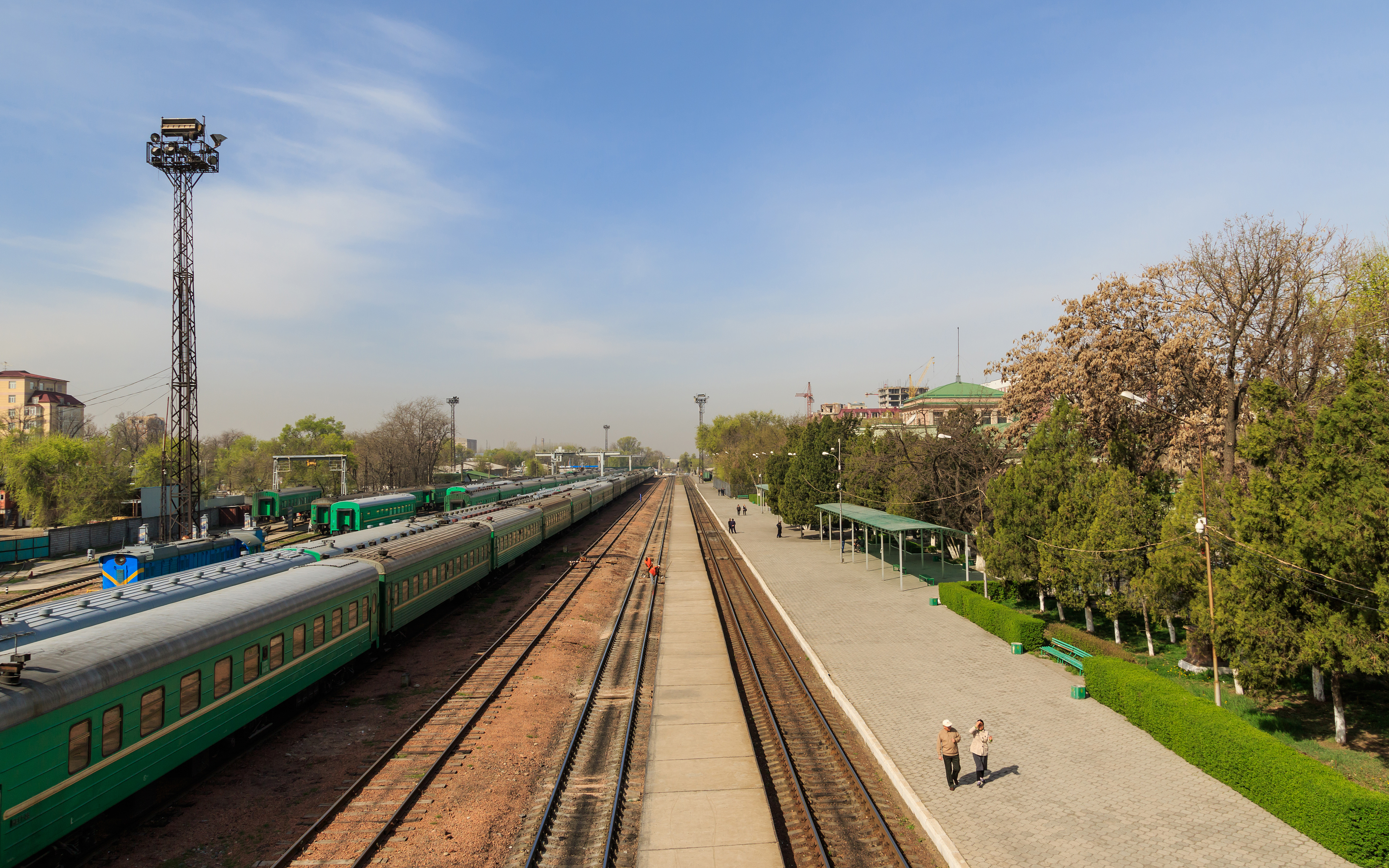
Железнодорожная станция Бишкек-2

В городе функционируют три железнодорожные станции: Бишкек-1, Бишкек-2 и Аламедин. Основной поток пассажиров и грузов ориентирован на города России и проходит через территорию Казахстана. Имеются также местные междугородные и пригородные поезда.

### Электрический

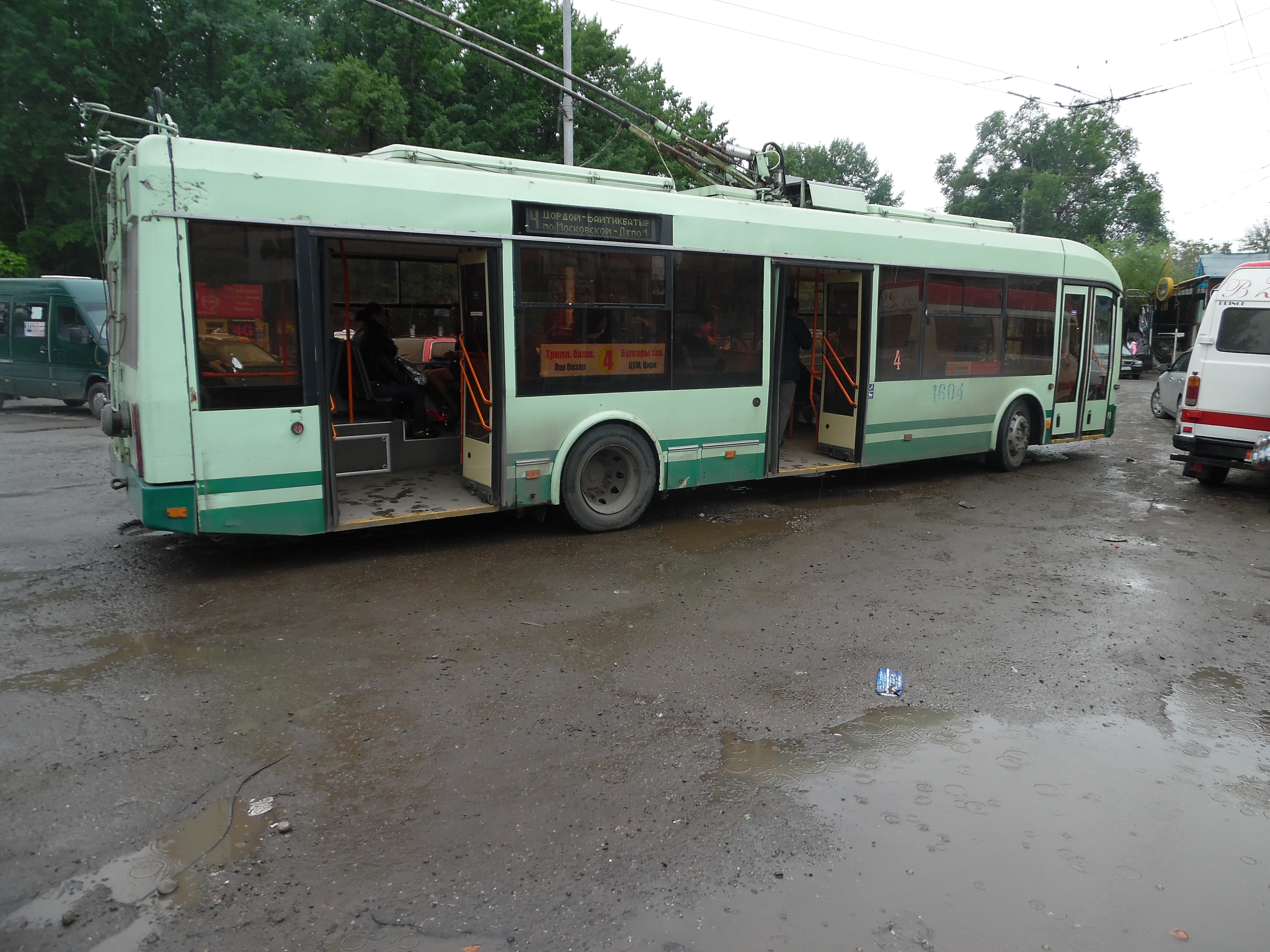
Троллейбус на маршруте 4 на кольце у рынка Дордой

С 1951 по 2024 год в Бишкеке существовало троллейбусное движение.

### Автомобильный
Основным видом общественного транспорта является автомобильный: автобусы, маршрутные такси, такси.
Главные автомобильные дороги:
- проспект Манаса (также проспект Чингиза Айтматова и проспект Мира),
- проспект Чуй (также проспект Дэн Сяо Пина),
- проспект Жибек Жолу (также улица Ленина),
- улица Шабдан Баатыра (также улица Курманжан Датка)

Число легковых автомобилей с 2000 по 2011 года выросло в 3 раза. Количество грузовых автомобилей незначительно сократилось с 9 тысяч в 2000 году до 8,7 тысяч в 2011 году.
В 2 раза выросло число автобусов, зарегистрированных в столице.
В настоящее время зарегистрировано 160 106 единиц автотранспорта. Из них физическим лицам принадлежит 145 957 автомашин, юридическим — 14 139. В 2010 году в Бишкеке было зарегистрировано 141 433 единиц транспорта. Из них 127 168 автомашин принадлежали физическим лицам, а юридическим лицам — 14 265.
В городе начато строительство первой кольцевой дороги, а также (на грант Японского правительства) были реконструированы мосты города. Протяженность дорог более 1,2 тыс. км. Начат ремонт объездной дороги, что должно привести к уменьшению пробок на улицах столицы.

### Междугороднее сообщение из Бишкека

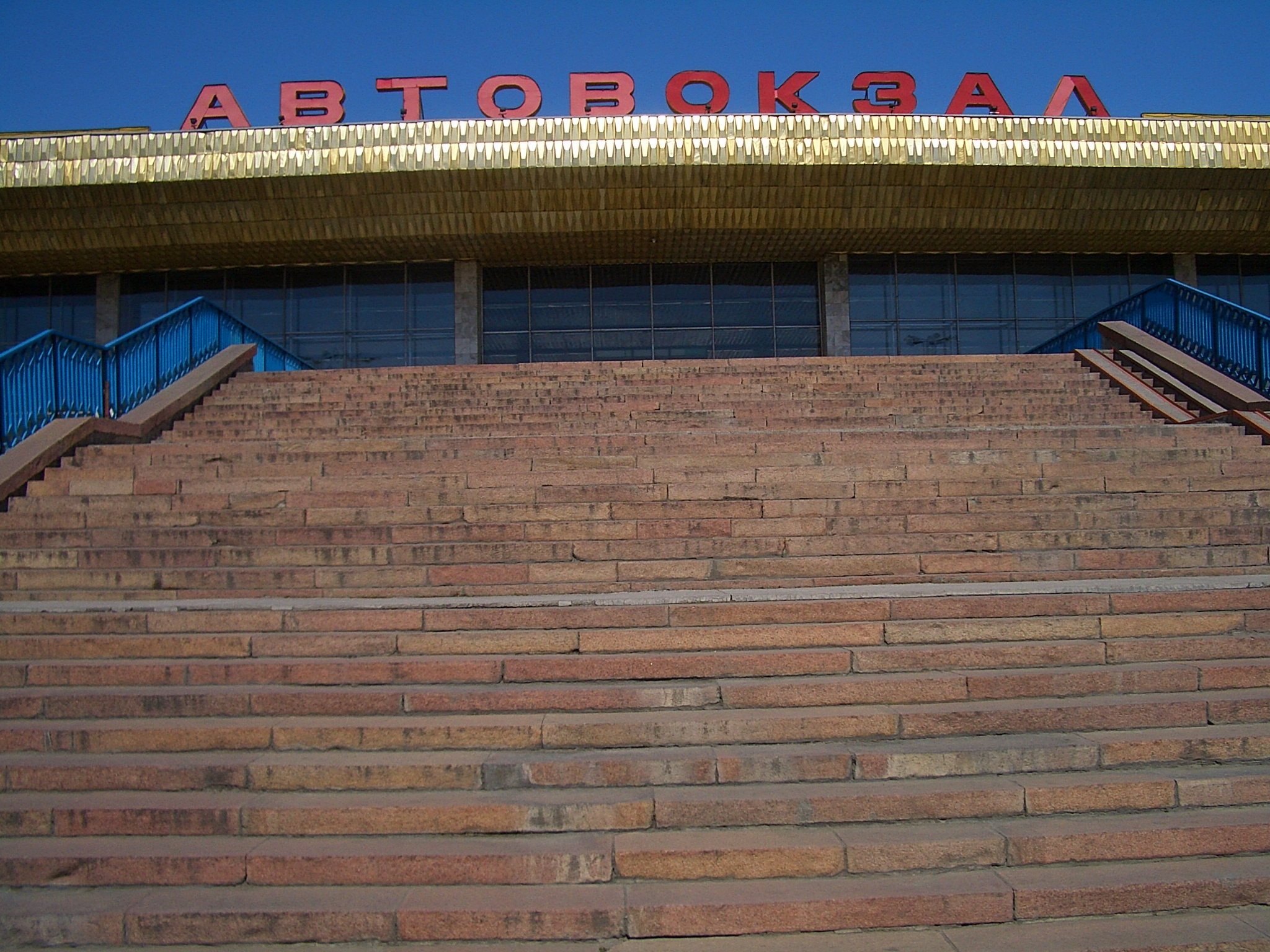
Западный (Новый) автовокзал

На Иссык-Кульском направлении из Бишкека, особенно в курортный сезон, курсирует значительный поток автобусов, микроавтобусов и такси. Из Бишкека на Иссык-Куль можно добраться и поездом до города Балыкчы (бывший Рыбачье) в начале побережья Иссык-Куля, и далее автотранспортом в город Чолпон-Ата — курортный центр северного побережья озера Иссык-Куль, где много пансионатов, а также в город Каракол (бывший Пржевальск) — административный центр Иссык-Кульской области, находящийся в 10—12 км от восточного побережья озера.
Частное междугороднее такси является распространенным способом передвижения по республике: между Бишкеком и областными центрами Талас, Нарын, Ош, Джалал-Абад, Баткен и по другим направлениям. В городе работают два автовокзала: Западный (новый) и Восточный (старый).
Дорога в Баткен и Талас может потребовать пересечения границ с соседними странами; внутренние трассы есть, но либо их состояние неудовлетворительно (в Баткен), либо они представляют собой высокогорные перевалы (в Талас).

### Аэропорт

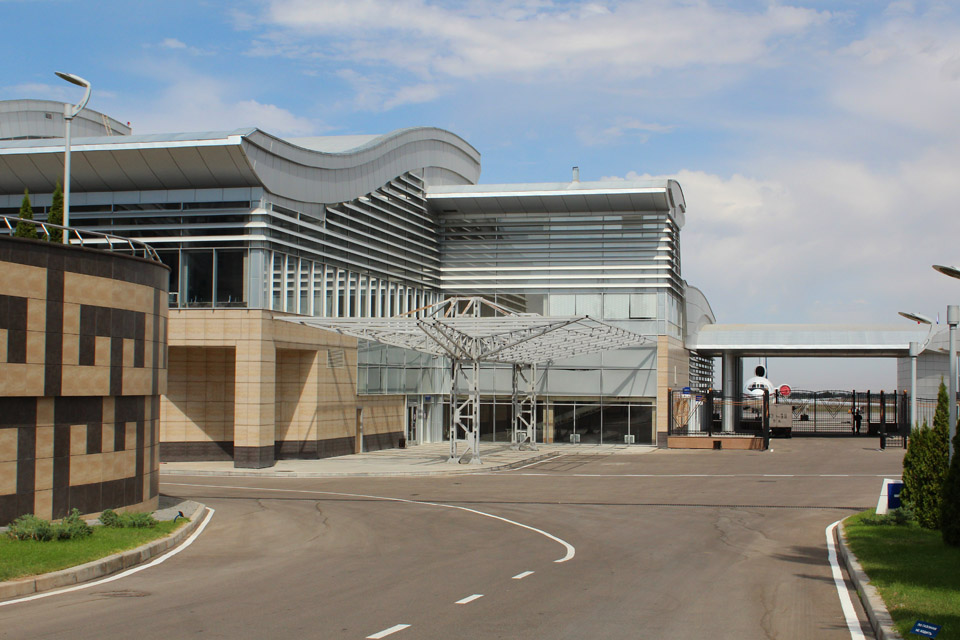
Терминал «Манас 2» в Бишкекском аэропорту

На административной территории Бишкека, в 23 км от городской черты, находится международный аэропорт «Манас», названный в честь героя одноимённого киргизского эпоса. Согласно классификации ИКАО, Манас — аэропорт класса 4Е. Его взлётно-посадочная полоса длиной 4,2 км позволяет принимать самолёты всех типов, в том числе и в сложных метеоусловиях. Общая площадь перрона — 242 тыс. м². Аэропорт располагает 38 стоянками и двумя телескопическими трапами. Построен новый терминал.

## Наука и образование

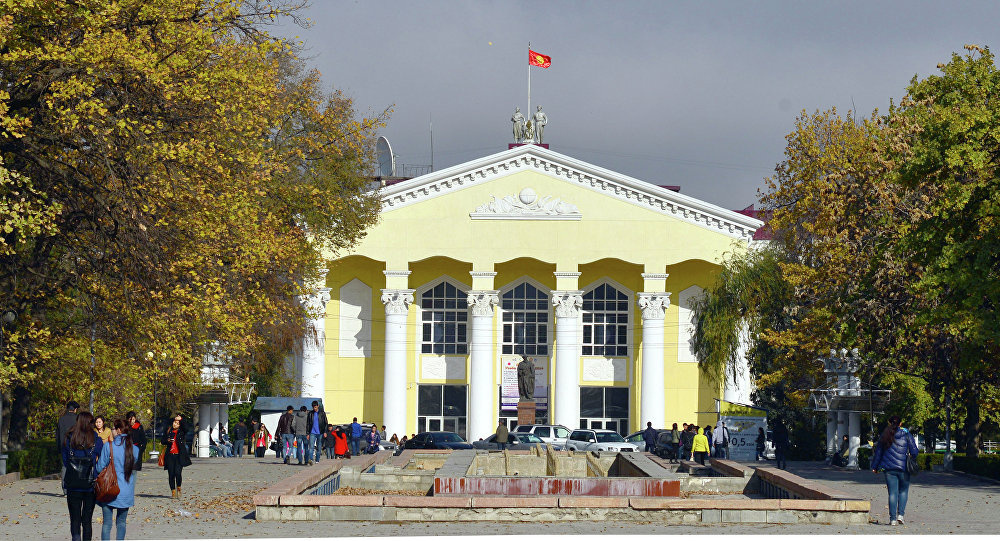
Кыргызский национальный университет имени Жусупа Баласагына

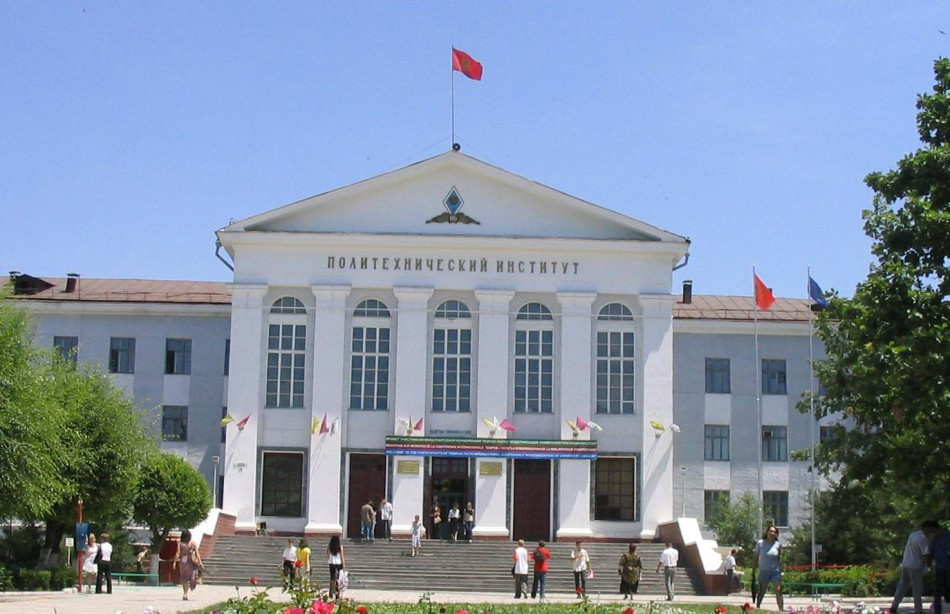
Кыргызский государственный технический университет имени Исхака Раззакова

Бишкек является крупнейшим научно-образовательным центром Кыргызстана. С момента образования в 1925 старейшего и самого известного высшего учебного заведения страны — Киргизского национального университета — в городе сосредоточилось значительное число объектов просвещения. По данным на конец 2018 года в Бишкеке насчитывалось 45 высших учебных заведений, из них 22 государственных и 23 негосударственных.
В Бишкеке находятся:
- Кыргызский национальный университет имени Жусупа Баласагына;
- Кыргызский государственный технический университет имени И. Раззакова;
- Киргизский государственный университет строительства, транспорта и архитектуры;
- Бишкекский гуманитарный университет имени К. Карасаева;
- Кыргызская государственная академия физической культуры и спорта;
- Киргизская государственная юридическая академия;
- Кыргызский национальный аграрный университет;
- УНПК Международный университет Киргизстана;
- Академия МВД КР имени генерал-майора милиции Эргеша Алиева;
- Киргизский государственный институт искусств имени Бюбюсары Бейшеналиевой;
- Кыргызская национальная консерватория;
- Киргизско-Турецкий университет «Манас»;
- Национальная академия художеств КР имени Тургунбая Садыкова;
- Кыргызско-Российский славянский университет;
- Кыргызский экономический университет имени Мусы Рыскулбекова;
- Институт социального развития и предпринимательства;
- Кыргызская государственная медицинская академия имени Исы Ахунбаева;
- Академия туризма и сервиса;
- Международный Кувейтский университет;
- Международная академия управления, права, финансов и бизнеса;
- Американский университет в Центральной Азии;
- Международный университет «Ала-Тоо»;
- Киргизско-казахский университет;
- Институт стратегических информационных технологий в образовании;
- Киргизско-германский институт прикладной информатики;
- Университет «Адам».

В Бишкеке также расположены следующие научно-исследовательские организации:
- Национальный хирургический центр МЗ КР.

Имеются две крупные библиотеки:
- Национальная библиотека имени Алыкула Осмонова;
- Республиканская публичная библиотека имени Н. Г. Чернышевского.

Кроме того, с 1979 года, в Бишкеке находится научная станция РАН занимающаяся геофизическими исследованиями.

## Культура

### Театры
| - Государственный академический русский театр драмы им. Ч. Айтматова - Киргизский национальный академический драматический театр имени Т. Абдумомунова - Национальный академический театр оперы и балета им. А. Малдыбаева | - Бишкекский городской академический театр им. А. Умуралиева - Государственный театр молодёжи и юного зрителя имени Б. Кыдыкеевой - Государственный театр кукол имени М. Жангазиева - Молодёжный театр «Тунгуч» |

### Музеи
| - Киргизский государственный исторический музей - Национальный музей искусств имени Гапара Айтиева - Музей национальной академии художеств им. Т. Садыкова - Зоологический музей Биолого–почвенного института Национальной академии наук - Археологический музей Национальной академии наук (специализированный) - Музей минералогии | - Геологический музей Института горного дела и горных технологий - Кыргызский государственный мемориальный дом-музей М. В. Фрунзе - Мемориальный дом-музей им. И. Раззакова - Мемориальный дом-музей им. Аалы Токомбаева - Мемориальный дом-музей С. А. Чуйкова - Мемориальный дом-музей О. М. Мануйловой |

### Кинотеатры
| - Октябрь - Дом кино - Бишкек Парк | - Космопарк - Ала-Тоо - Манас | - Россия - Дордой Плаза - Кыргызкиносу |

В столице располагается киностудия «Киргизфильм». А также:
- Киргизская национальная филармония имени Т. Сатылганова[кирг.]

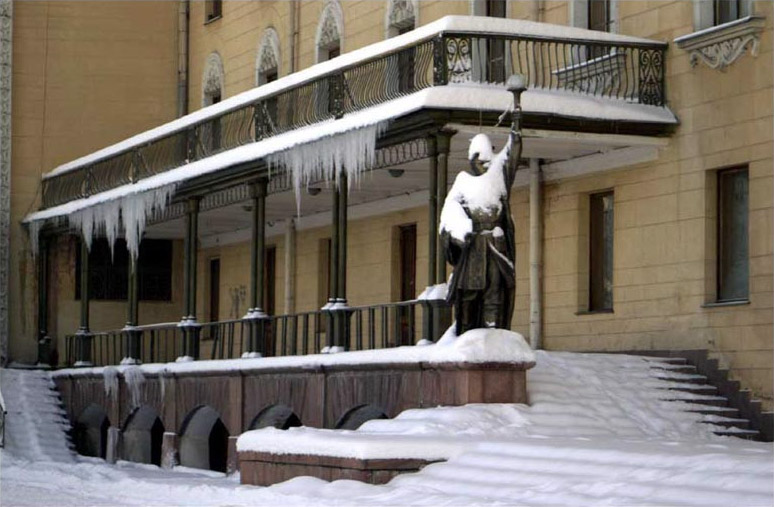
Северная сторона Театра оперы и балета
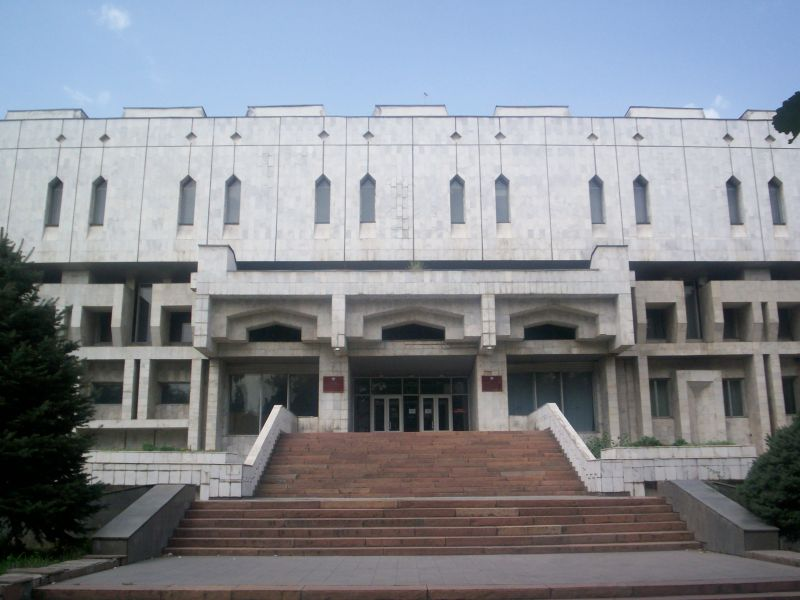
Национальная библиотека
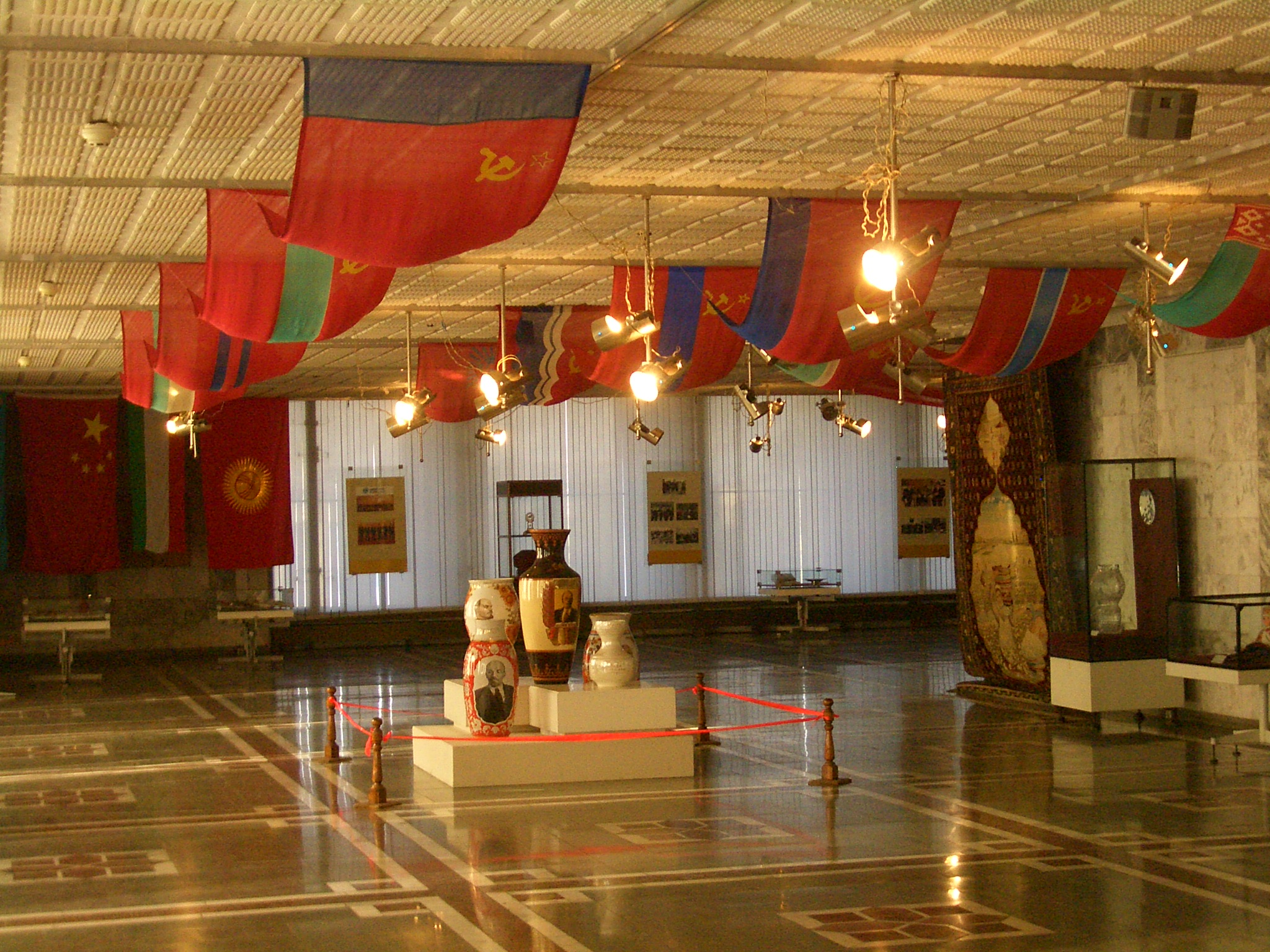
В историческом музее
Киргизская филармония

## Городские символы
Герб города Пишпека был высочайше утверждён 19 марта 1908 года —
В лазуревом щите серебряный пояс, обременённый тремя лазуревыми лемехами в ряд. Сверху и снизу пояса по одной золотой пчеле. В вольной части герб Семиреченской области. Щит увенчан серебряною о трёх зубцах башенною короною и окружен двумя золотыми колосьями, соединёнными Александровской лентою.Полное собрание законов Российской империи № 30174
Герб города Фрунзе был утверждён 22 сентября 1978 года городским Советом народных депутатов. Рисунок герба, созданный сотрудниками «Фрунзегорпроекта» Г. Мулявиным и А. Согоновым, победил на открытом конкурсе к 100-летию города. Цвета — белый, красный, ультрамариновый, зелёный, бронзовый. Существовал с 1978 по 1994 год. В 1991 году, после переименования города, надпись «Фрунзе» была заменена на «Бишкек».
Инициатива создания современного герба города Бишкек принадлежала бывшему мэру города Феликсу Кулову. Был выбран вариант, предоставленный графиком М. Асаналиевым и кандидатом философских наук С. Иптаровым.
|                                              |  |  |  |  |
| Гербы города с 1908 года по настоящее время. |  |  |  |  |

## Религия

#### Ислам
В Бишкеке действует 50 мечетей. Осуществляют деятельность более 10 исламских религиозных фондов и обществ, один Исламский университет. Работает Центральная мечеть, Дунганская мечеть, построена новая Центральная мечеть на 20 тысяч прихожан на средства Турции и Иордании.

#### Христианство

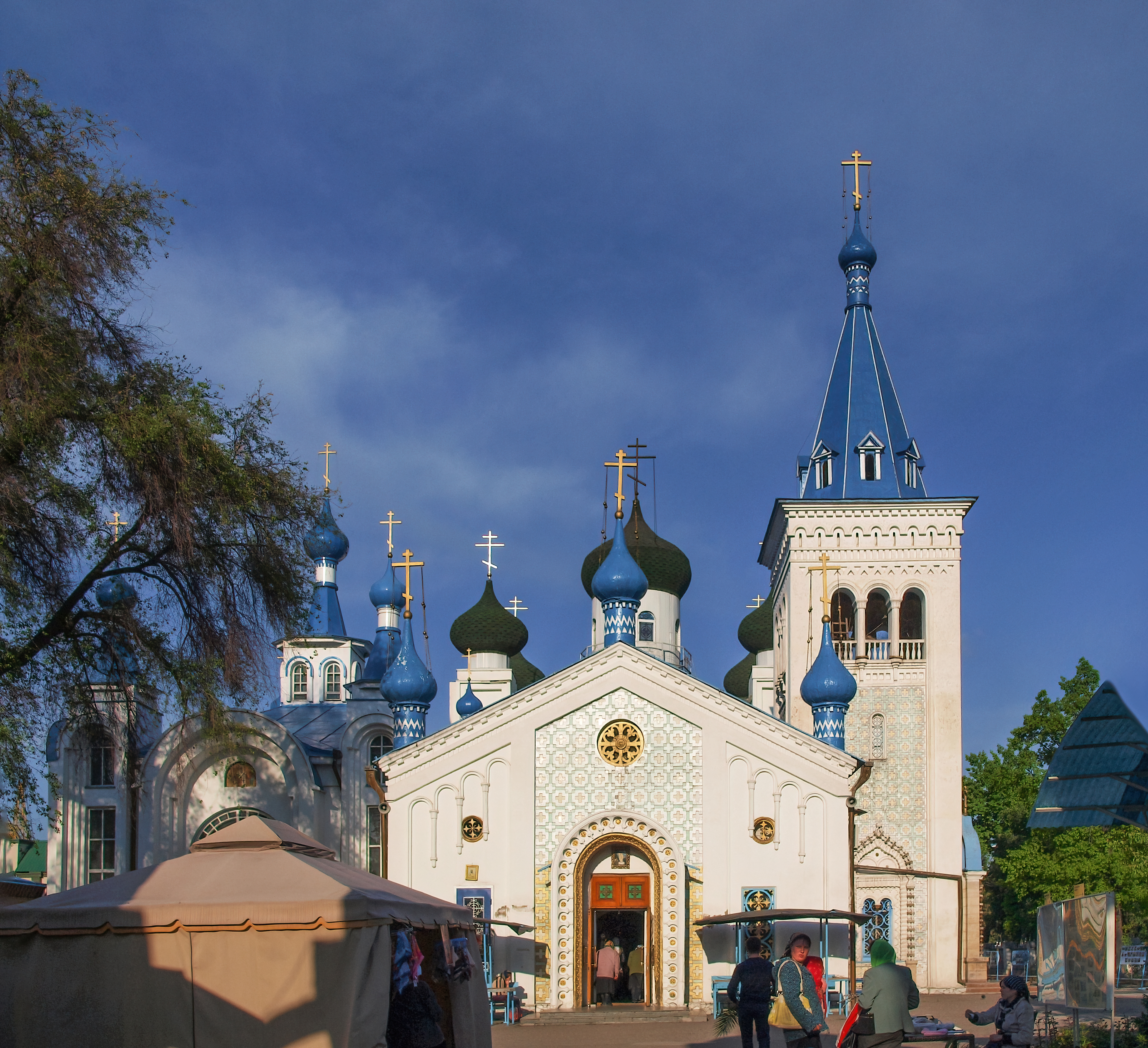
Воскресенский собор

Русская православная церковь имеет 4 храма. В городе есть община Русской православной Старообрядческой Церкви, община древнеправославных Христиан-поморцев (староверов-поморцев). Действуют церкви католического и протестантского толка.

## Достопримечательности

Парк на «Южных воротах»

- Кузнечная крепость (холм и части крепости);
- Мемориальный комплекс «Ата-Бейит»;
- Государственный цирк;
- Ипподром;
- Республиканский центр для детей и юношества «Сейтек»;
- Южные ворота.

### Площади
- Площадь Ала-Тоо — центральная площадь Бишкека. Здесь расположен монумент «Манасу Великодушному»;
- Старая площадь;
- Площадь Победы и монумент Победы;
- Привокзальная площадь;
- Университетская площадь;
- Театральная площадь;
- Советская площадь — Архитектурный комплекс, между зданием мэрии и зданием филармонии.

### Бульвары
- Бульвар Эркиндик;
- Бульвар Молодой гвардии;
- Проспект Чуй.

### Парки и сады
- Карагачёвая роща;
- Парк имени Фучика;
- Парк Победы;
- Ботанический сад;
- Парк Ататюрка;
- Парк имени Панфилова;
- Парк Ынтымак Южный магистраль (Бишкек);
- Парк кыргызско-азербайджанский (парк дружбы Кыргызстана и Азербайджана);
- Дубовый парк — первый парк на территории Бишкека, заложен в 1890 году. Дубовый сад (в настоящее время Дубовый парк) украшен скульптурными композициями, которые символизируют идею мира, разума и добра, также здесь возвышается 11-метровая гранитная стела, посвященная борцам революции. Вечный огонь зажжён в память о павших в годы Великой Отечественной войны[62];
- Парк Молодёжи;
- Национальный парк Ала-Арча.

|                     |                  |
| Театральная площадь | Площадь Ала-Тоо  |
|                     |                  |
| Проспект Чуй        | Бульвар Эркиндик |

### Памятники

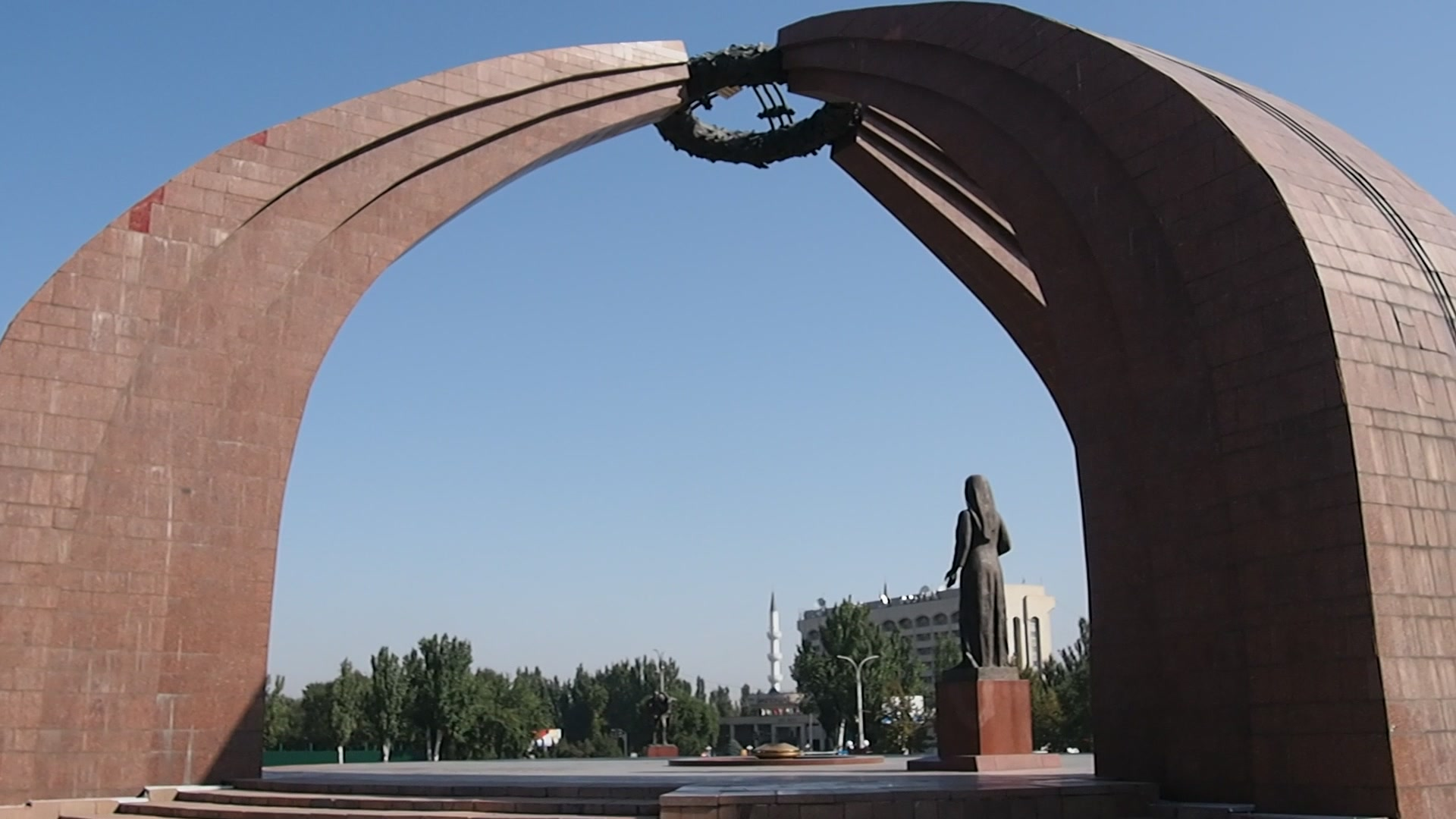
Памятник в честь победы в Великой Отечественной войне

В городе установлено множество памятников в честь разных исторических деятелей. Бишкек ― единственная столица стран Средней Азии, где сохранился большой памятник Владимиру Ленину. Правительство Кыргызстана объявило памятник частью истории страны и приняло специальный закон по его охране.

## Спорт
В городе базируется футбольный клуб «Дордой» — один из самых титулованных клубов страны: 11-кратный чемпион, 10-кратный обладатель Кубка, двукратный победитель Кубка Президента АФК, четырехкратный обладатель Суперкубка Кыргызстана.
В Бишкеке распространены различные спортивные единоборства, например: самбо, карате и другие.
Также в Бишкеке находятся:
- Дворец спорта имени Кожомкула;
- стадион «Спартак»;
- Национальный ипподром;
- Школа конного спорта;
- Школа олимпийского резерва;
- Институт физкультуры.

## Политика

### Органы власти
Систему государственного управления и местного самоуправления города образуют городская государственная администрация, городской кенеш, районные органы исполнительной власти и местного самоуправления. Городской кенеш является высшим представительным органом местного самоуправления. В столице расположен парламент Жогорку Кенеш.

## Архитектура

### До Революции

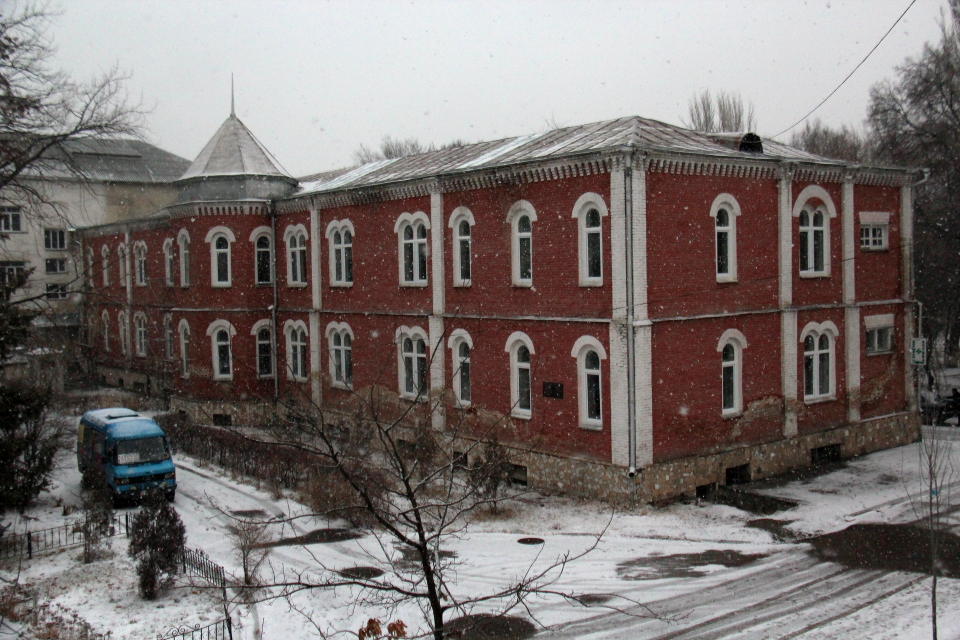
Хирургический корпус нацгоспиталя. Дореволюционная постройка. Спроектирована архитектором А. П. Зенковым

«План проектного расположения вновь предполагаемого города Пишпек» — города с застройками Европейского типа был утвержден 31 августа 1878 года. Уличная сетка разбивалась в шахматном порядке, благоприятствуя устройству арычной сети и естественной вентиляции улиц. Часть зданий в городе строились из дерева, однако большая часть делались из самана. Несмотря на полупустыню, горожане возводили сады. К началу XX века в Пишпеке было 40 немощёных улиц и 6 площадей.

### Советский период

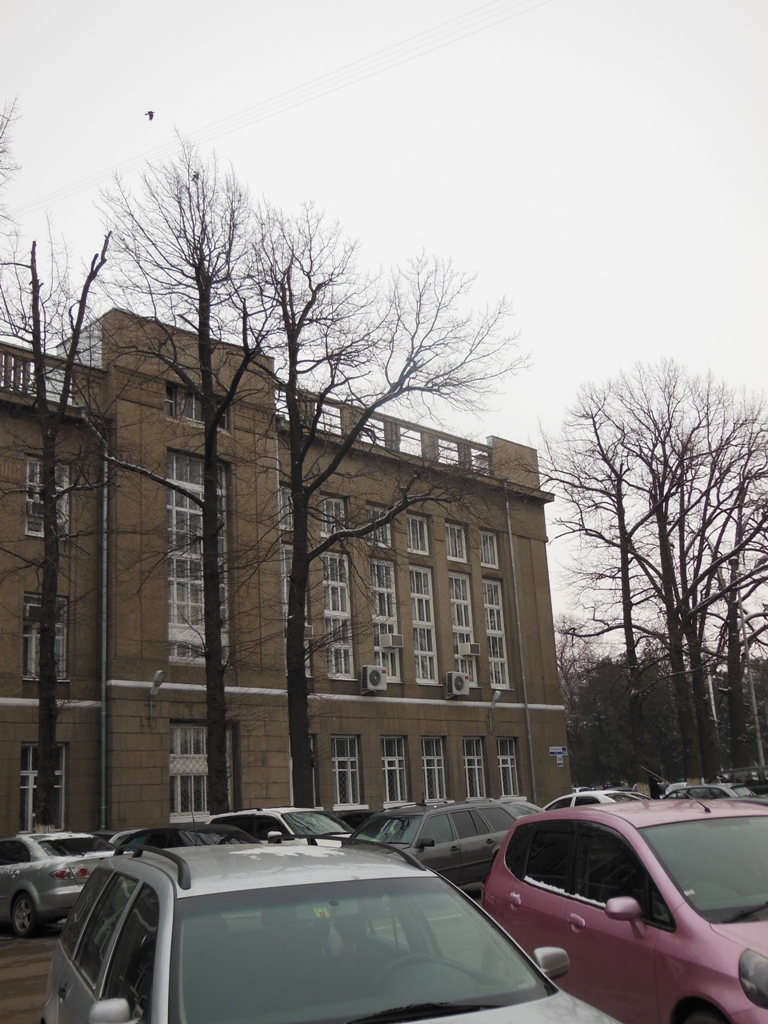
Здание Президиума Верховного Совета КССР, 1936 г.

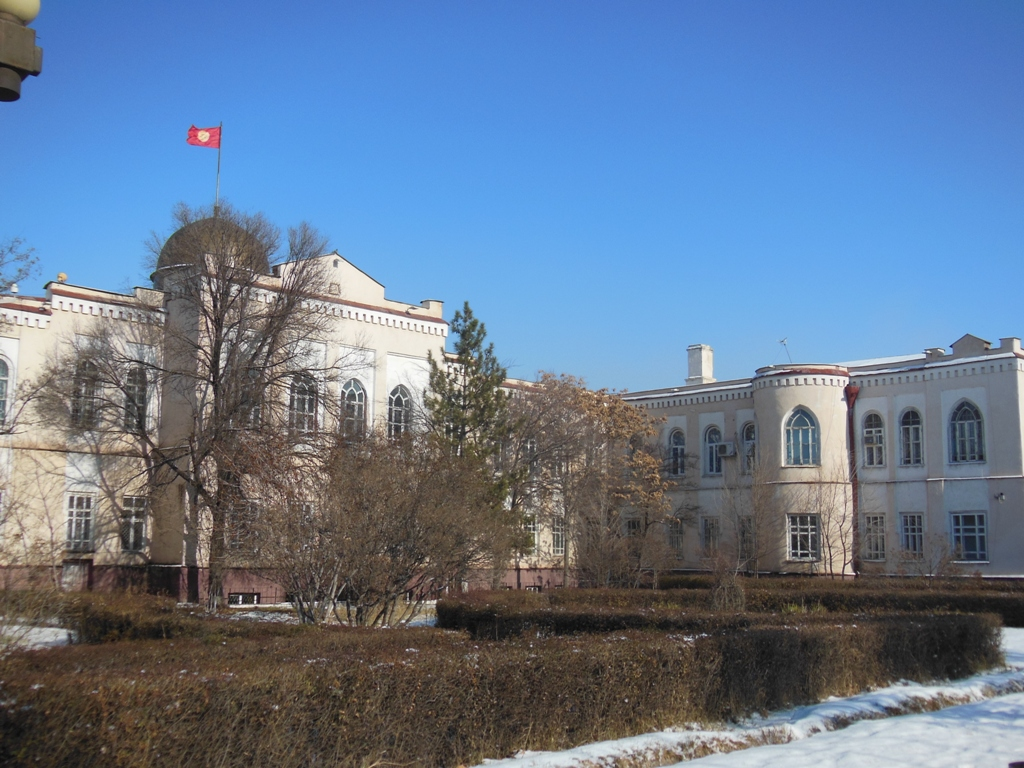
Дом Центрального Исполнительного Комитета Киргизской АССР, 1927 год.

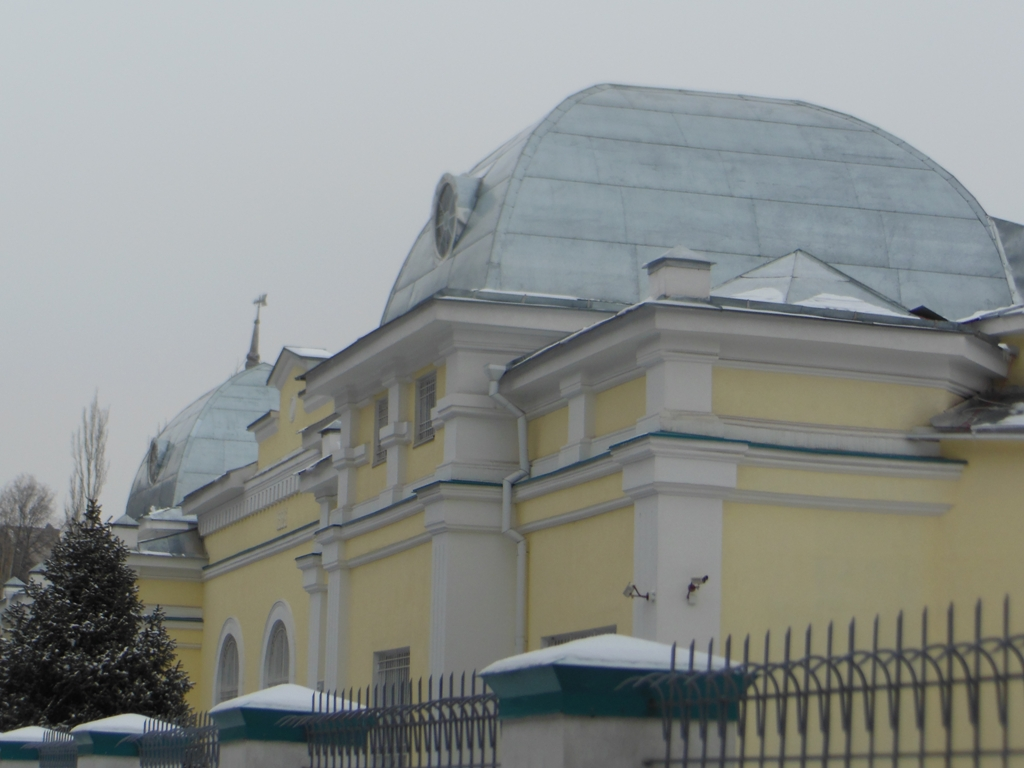
Центральный Банк Киргизской АССР, 1927 г.

Первый этап строительства в Кыргызстане был связан с идеями конструктивизма, пришедшими в 1920-е годы. Тогда мало учитывались местные особенности. В конце 1930-х годов в Бишкек приезжают профессиональные архитекторы. В годы войны здесь разместились эвакуированные предприятия, строились новые. В послевоенные годы градостроительство бурно развивается, появляются серии типовых проектов, внедряются сборные конструкции. Преобладают декоративизм и помпезность. Начиная со второй половины 1950-х ведётся массовое строительство по типовым проектам. В 1970 году был утвержден новый генеральный план города.
Яркими примерами архитектуры того времени являются следующие здания:
- Здание Фрунзенского горисполкома (сейчас мэрия города Бишкек);
- Дом правительства Киргизской ССР;
- Гостиница Кыргызстан (сейчас отель «Хайятт»);
- Дворец спорта;
- Театр оперы и балета;
- Политехнический техникум;
- Кинотеатр Манас.

### Современный период
Город построен по ортогональному плану, что способствует его проветриванию горным воздухом. В Бишкеке — 938 улиц. Главные улицы города: проспект Манаса, проспект Чуй — ул. Дэн Сяопина, улицы Абдрахманова, Алма-Атинская, Правды, Жибек жолу (шёлковый путь), Байтик Батыра — Бакинская, Московская. На бульварах Эркиндик и Молодая Гвардия расположено множество детских площадок и летних кафе. Жилые районы расположены на юге: микрорайоны с 3-го по 12-й, район «Асанбай»; на востоке: «Аламедин-1», «Восток-5»; на юго-востоке: «Кок-Жар», «Улан»; в центральной части — «Юг-2». Также ведётся активное строительство новых микрорайонов и отдельных многоэтажных жилых домов и торговых центров.

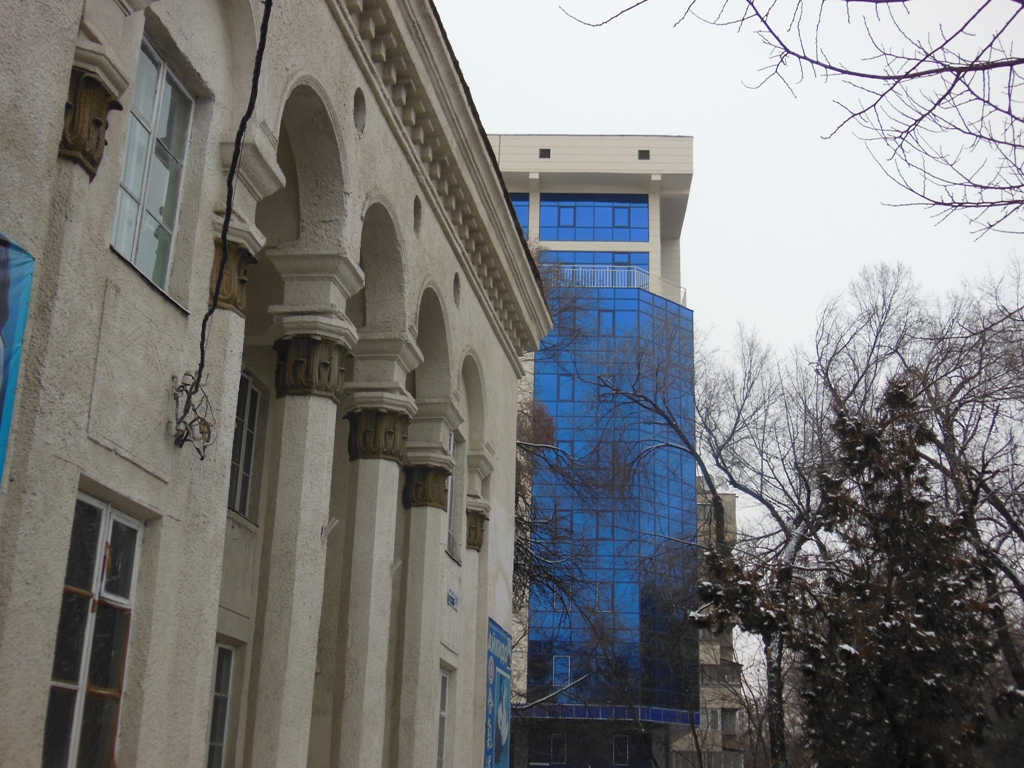
Сталинка и современное здание на улице Фрунзе
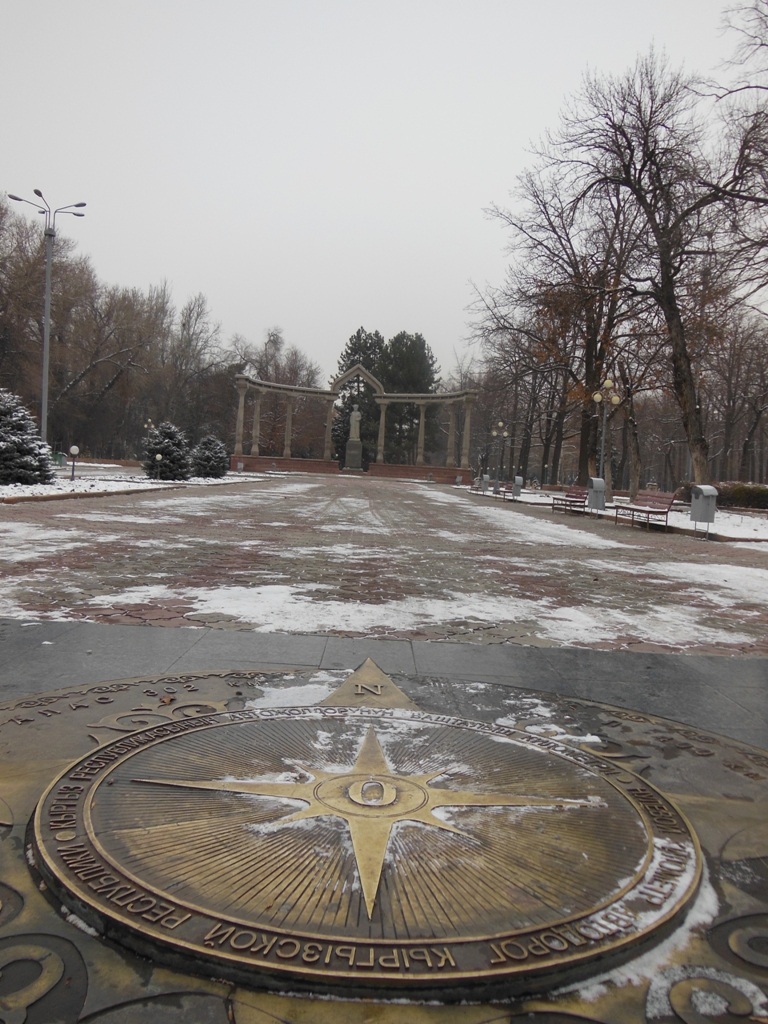
Нулевой километр в Бишкеке
Строительство современных зданий возле Площади Победы

## Международные отношения

### Города-побратимы
- Алма-Ата, Казахстан (с 12 декабря 1997);
- Астана, Казахстан (с 2011)[67];
- Баку, Азербайджан (с 2022)[68];
- Измир, Турция (с 1994)[69];
- Минск, Беларусь (с 11 октября 2008);
- Колорадо-Спрингс, США (с 1994);
- Тегеран, Иран (с 23 мая 1994)[70];
- Казвин, Иран (с 14 апреля 2003);
- Хемниц, Германия (с 19 марта 1997);
- Куми, Республика Корея (с 14 августа 1991);
- Тэгу, Республика Корея (с 13 апреля 2016);
- Льеж, Бельгия (с 23 октября 2012 года)[71];
- Доха, Катар (с 8 декабря 2014);
- Ухань, Китай (с 22 июля 2016);
- Уфа, Россия (с 13 июля 2017 года);
- Ашхабад, Туркменистан (с 2018);
- Екатеринбург, Россия (с 8 декабря 2022).

### Города-партнёры
- Урумчи, Китай (с 8 сентября 1992 года);
- Пекин, Китай (с 20 марта 1995 года);
- Иньчуань, Китай (с 23 мая 2000 года);
- Гуанчжоу, Китай (с 1 декабря 2004 года);
- Миасс, Россия (с 7 сентября 1993 года);
- Москва, Россия (с 6 августа 1997 года);
- Казань, Россия (с 3 сентября 1998 года);
- Бухара, Узбекистан (с 4 сентября 1993 года);
- Ташкент, Узбекистан (с 30 октября 1996 года);
- Анкара, Турция (с 20 июня 1992 года);
- Каунас, Литва (с 18 июня 1993 года);
- Киев, Украина (с 2 октября 1997 года);
- Будапешт, Венгрия (с 25 июня 2003 года);
- Амман, Иордания (с 18 апреля 2006 года);
- Пхохан, Корея (с 3 марта 2009 года).

### Регионы-партнёры
- Чуйская область, Кыргызстан (с марта 1993 года);
- Иссык-Кульская область, Кыргызстан (с сентября 1993 года);
- Челябинская область, Россия (с октября 1996 года);
- Самаркандская область, Узбекистан (с сентября 1993 года).

## Галерея

Фотографии
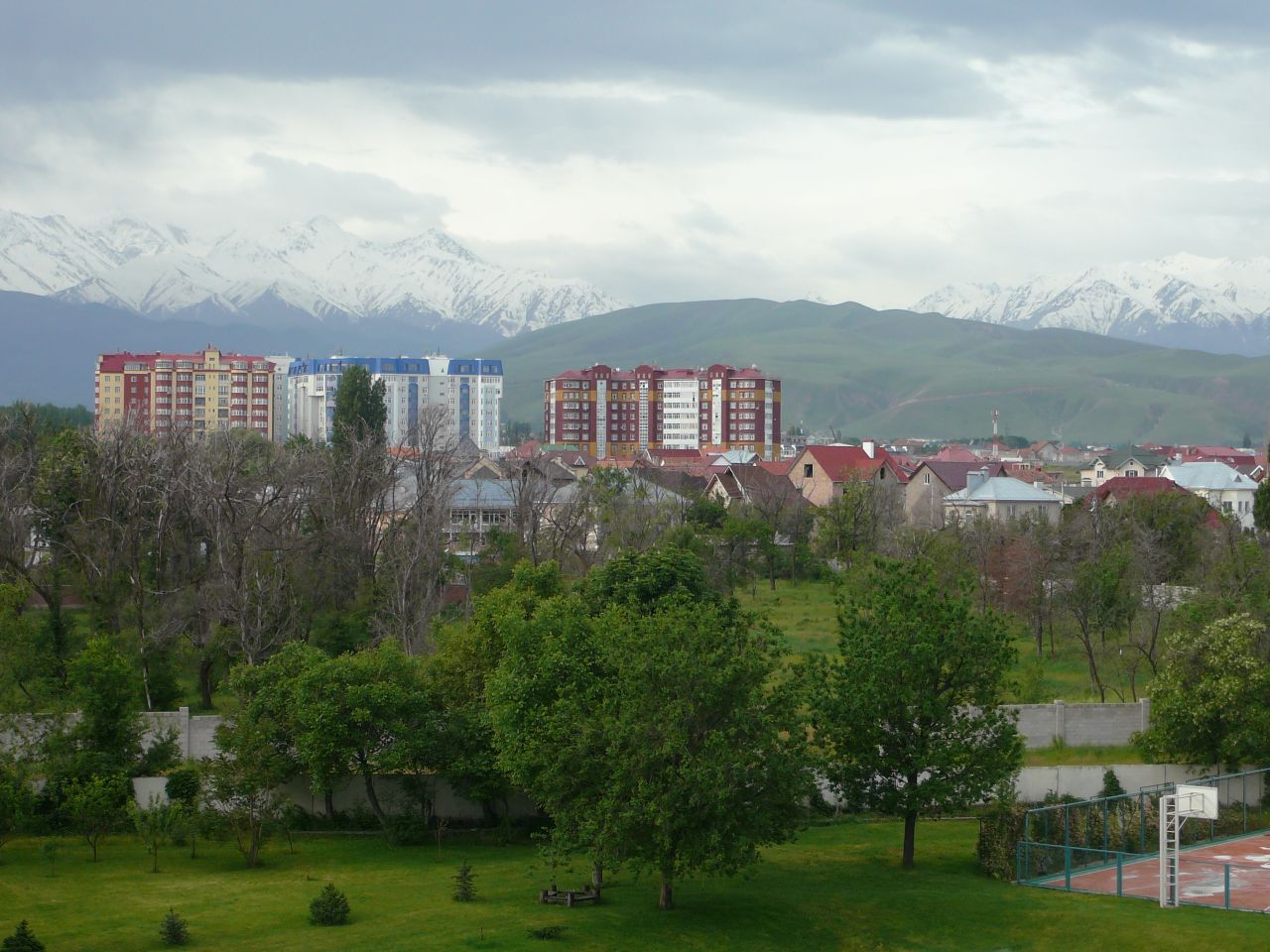
Город Бишкек
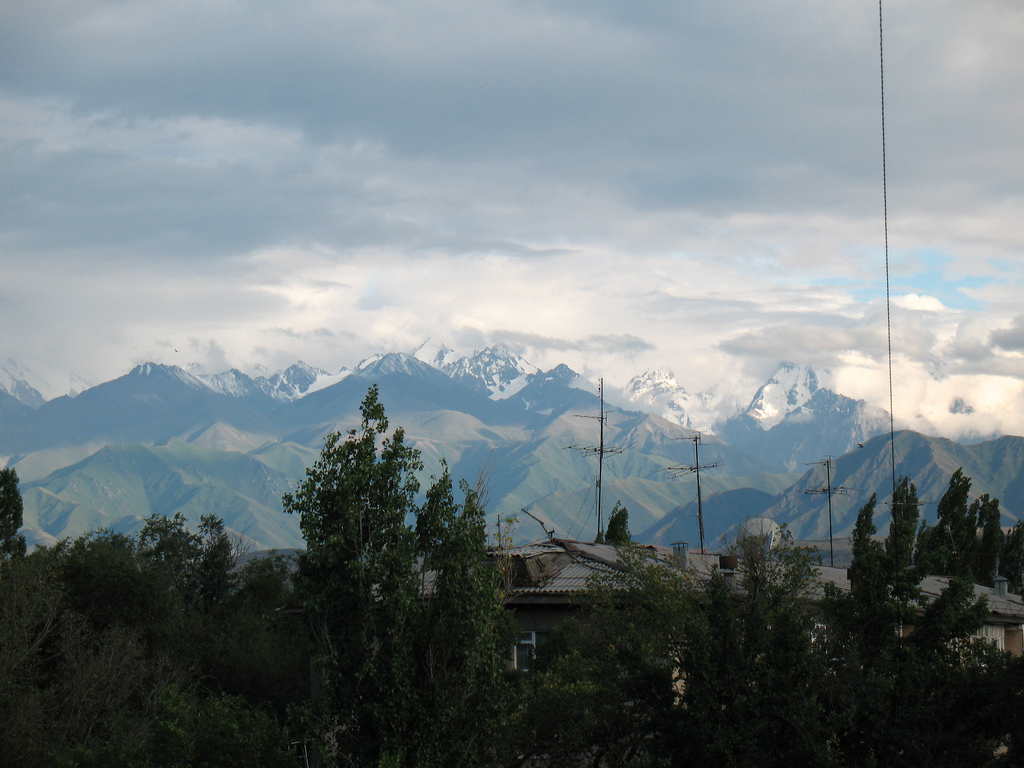
Вид из окна жилого дома
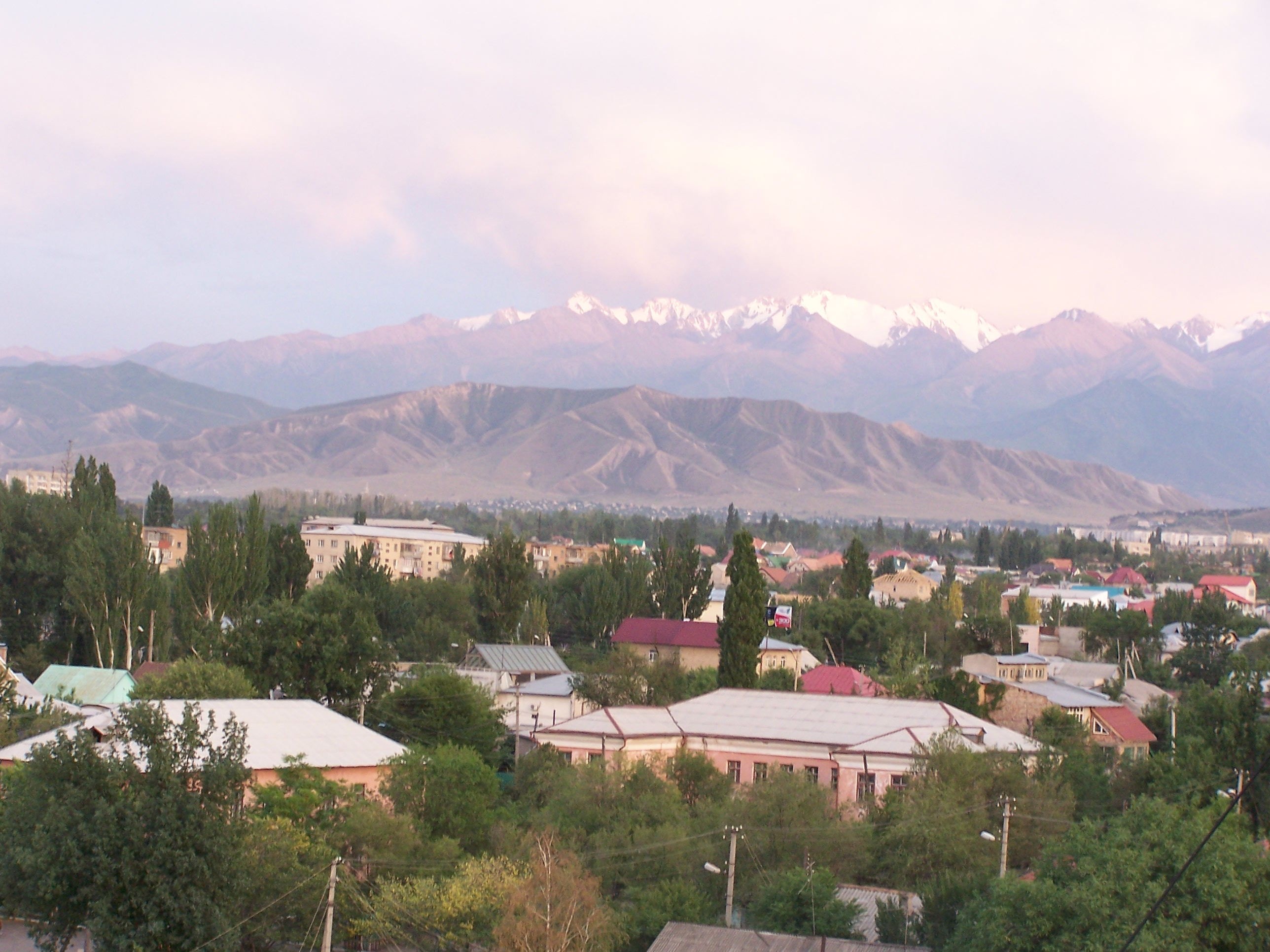
Вид из окна
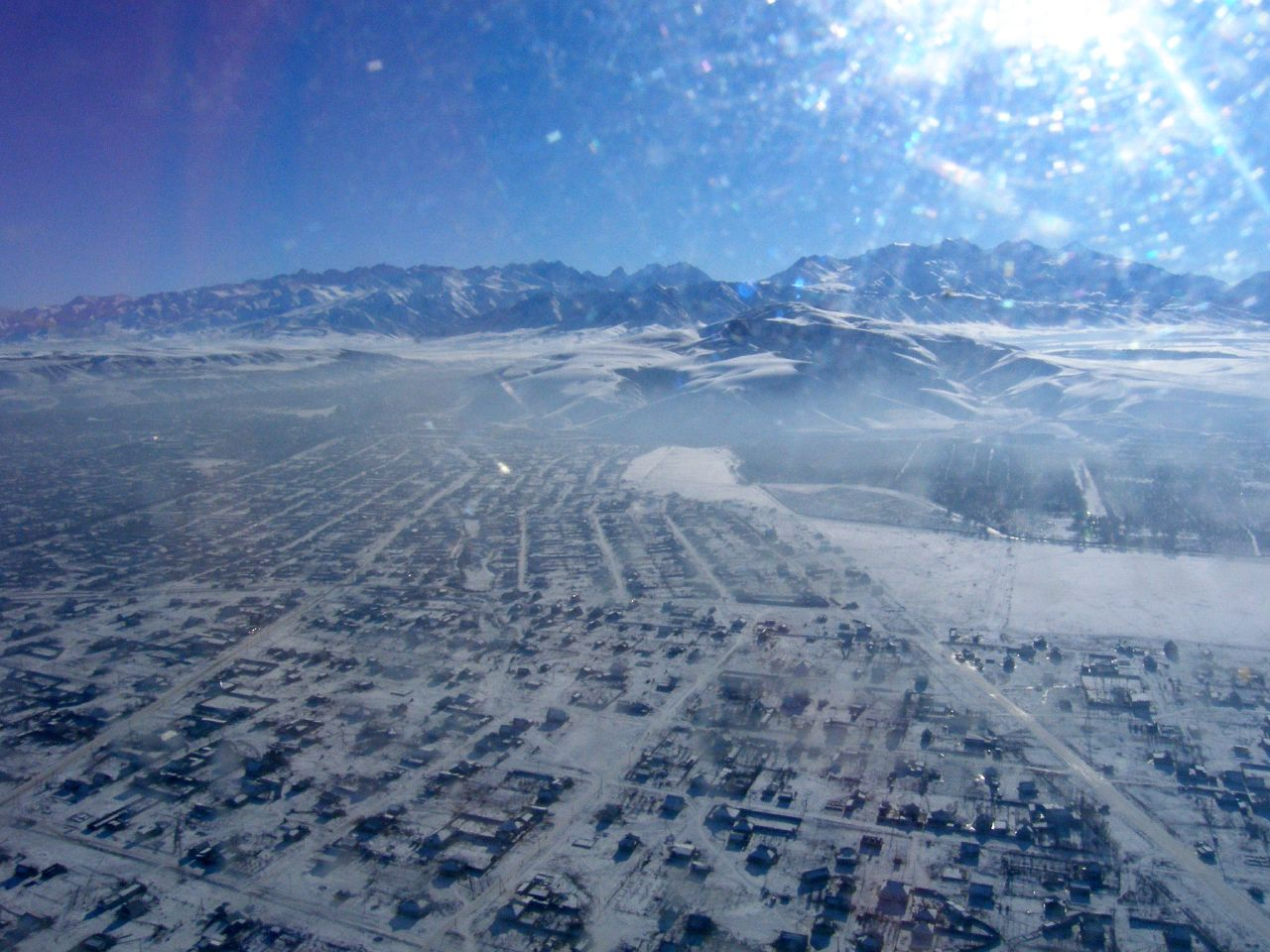
Вид на Бишкек с вертолёта
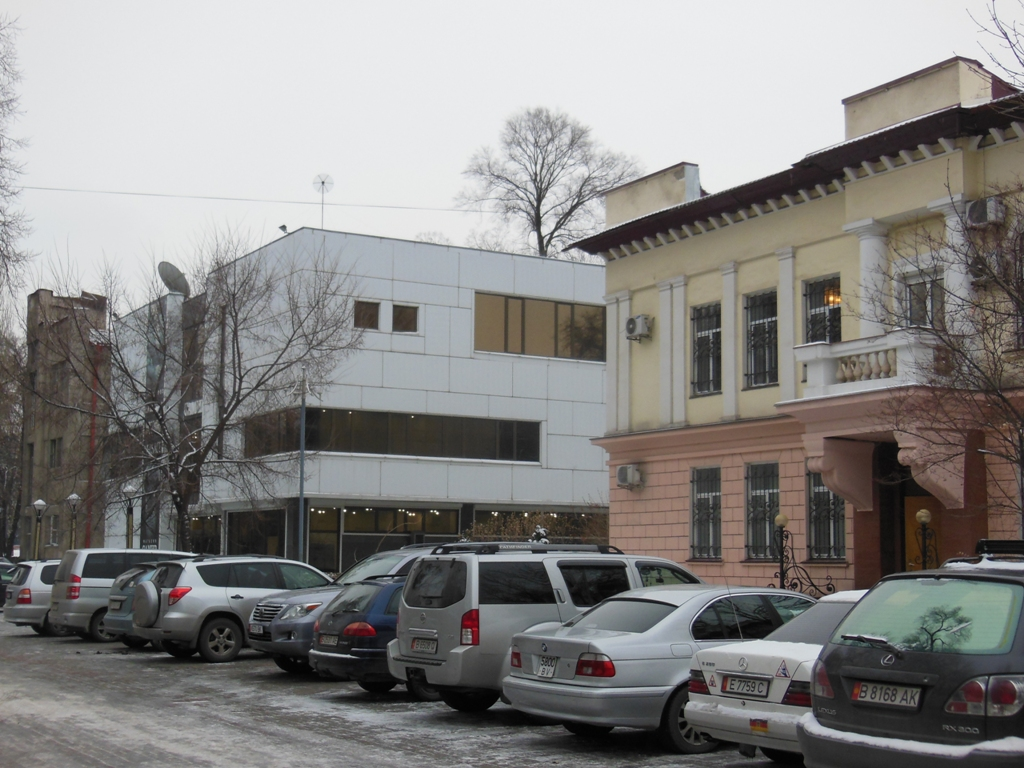
Мемориальный дом-музей имени М. Фрунзе (слева)
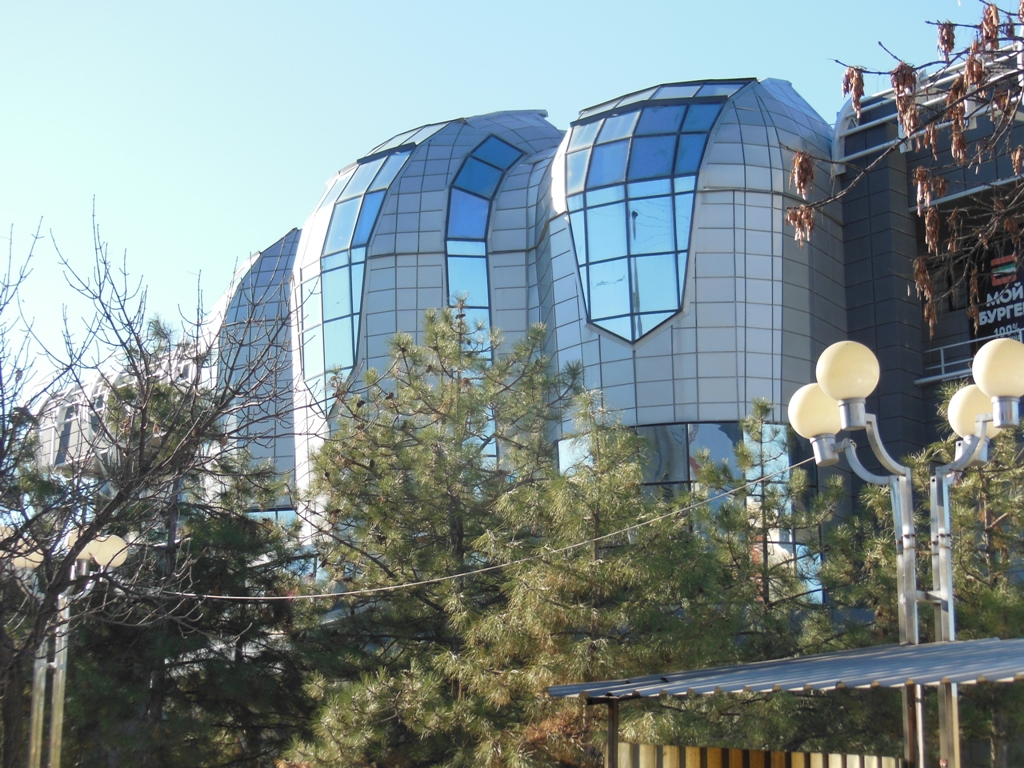
Космопарк
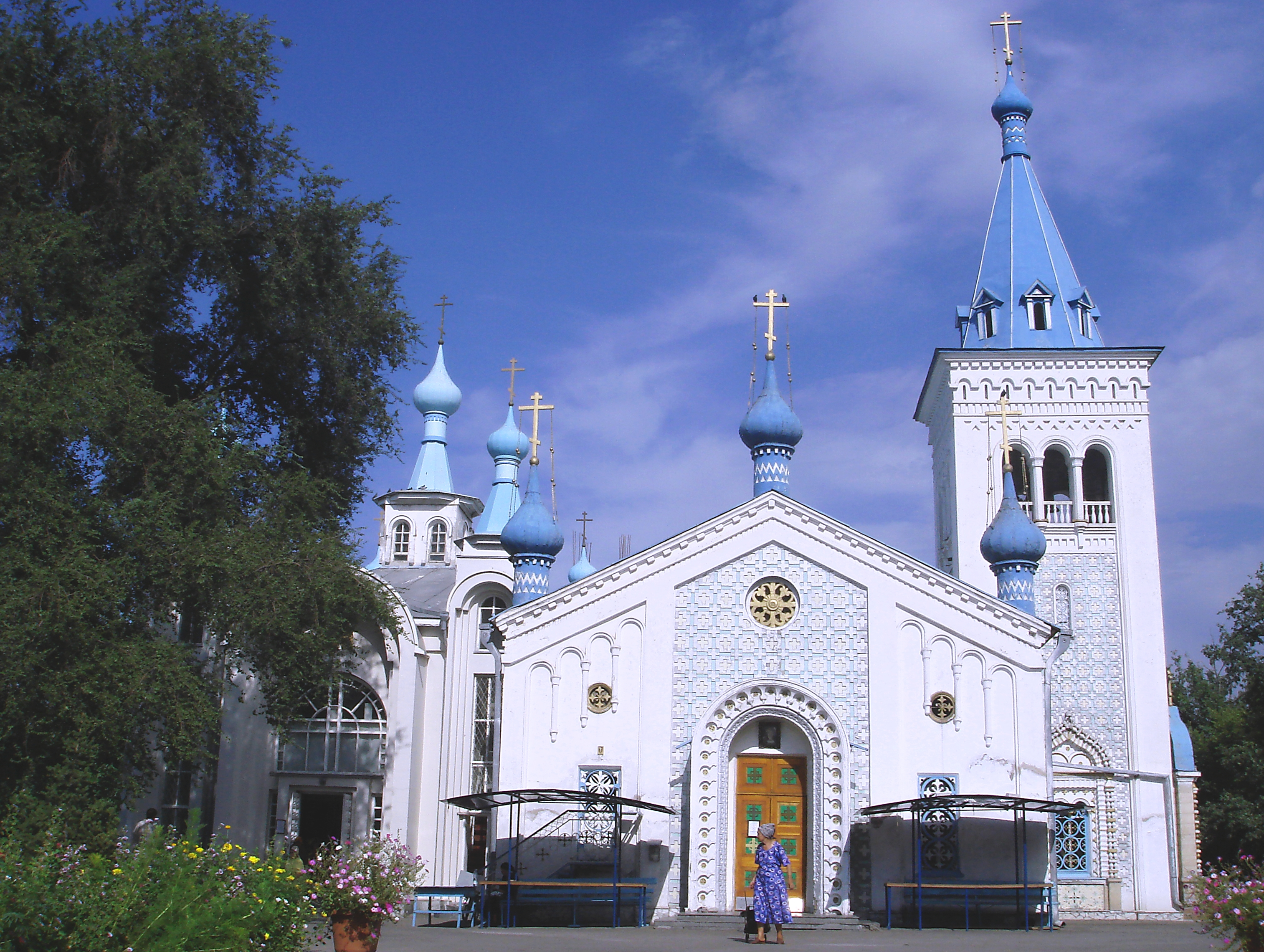
Собор Воскресения Христова
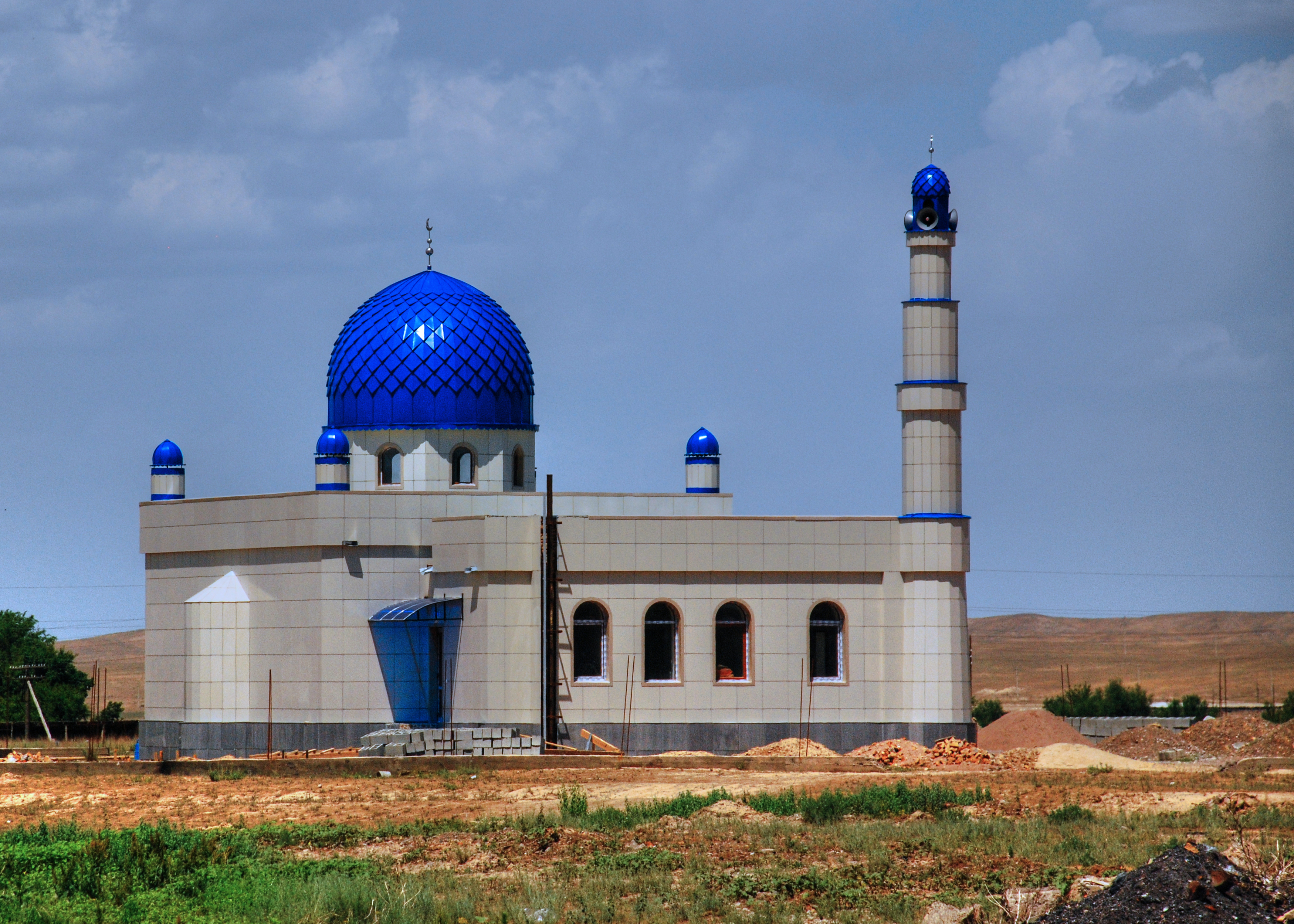
Строящаяся мечеть

## В искусстве
Городу Бишкек (прежнее название города — Фрунзе) посвящены:
- песня «Шанхай и Карпинка» известного местного барда и актёра Николая Марусича[72];
- песня «Фрунзе» местной группы «Элес»;
- песня Сергея Маевского «Родные края».

### Комментарии
1. ↑  Ленинскому району подчинён Чон-Арыкский поселковый кенеш, в который входит посёлок городского типа Чон-Арык, село Орто-Сай, а также часть посёлка Манас (Авиагородок) вблизи аэропорта.